# البسملة
البسملة () أو التسمية وتُعرَف أيضًا بأصلها: «بِسْمِ ٱللَّهِ» هي العبارة الإسلامية بِسْمِ ٱللَّهِ ٱلرَّحمَـٰنِ ٱلرَّحِيمِ () يبتدأ المسلمون بالبسملة عباداتهم كالغسل والوضوء والتيمم. تسمى البسملة تاج السور وتبدأ سور القرآن كلها بالبسملة عدا التوبة، وهي مفتاح القرآن، وأول ما جرى به القلم في اللوح المحفوظ، وأول ما أمر الله به جبريل أن يُقرِئَه النبي محمدًا:  ﴿اقْرَأْ بِاسْمِ رَبِّكَ الَّذِي خَلَقَ ۝١﴾ [العلق:1]، فكان أول أمرٍ يُنزَل عليه. معنى بسم الله أي: أبدأ قراءتي باسم الله، أو باسم الله أبدأ قراءتي، والغرض من التسمية حصول البركة. اختلف العلماء هل هي آيةٌ من القرآن أو آيةٌ من سورة الفاتحة. ذهب جمهور المسلمين على إثباتها في أول سورة الفاتحة، واختلف القراء السبعة على الإتيان بها عند ابتداء القراءة بأول أي سورةٍ من سور القرآن عدا سورة التوبة، فمنهم من قرأ بها ومنهم من قرأ بحذفها، والقارئ مُخَيَّرٌ في الإتيان بها في أجزاء السورة من القرآن.
البسملة في اللغة هي كلمةٌ منحوتةٌ من لفظ بسم الله الرحمن الرحيم، يقول ابن عاشور: «البسملة اسمٌ لكلمة باسم الله، صيغ هذا الاسم من حروف الكلمتين بسم والله على طريقةٍ تسمى النَّحْت، وهو صوغ فعلِ مُضِيٍ على زنة «فَعْلَل» مما ينطق به الناس اختصاراً عن ذكر الجملة كلها لقصد التخفيف لكثرة دوران ذلك على الألسنة». كانت البسملة في الجاهلية: باسمك اللهم، فلما نُزّلت آية: "إنه من سليمان وإنه بسم الله الرحمن الرحيم"، كتبها النبي بهذه الصيغة. للبسملة أهميةٌ كبيرةٌ في حياة المسلم، فقد شرعها الإسلام في كل أمرٍ حَسَنٍ وخاصةً فيما يتعلق بابتداء أفعال العباد، تُشرَع البسملة وهي قول "بسم الله الرحمن الرحيم" في عدة مواضع منها: عند قراءة القرآن الكريم، وبخاصةً عند الابتداء بأوائل السور، باستثناء سورة التوبة، كما تُشرَع في بداية الكتب والرسائل والخطب والمسائل العلمية، تأسيًا بكتاب الله وبسنة الرسول حين كان يبتدئ بها في كتبه للملوك. للبسملة فضلٌ كبيرٌ، فقد ورد عن النبي قوله: «أُنزلت عليَّ آيةٌ لم تنزل على نبي غير سليمان بن داود وغيري وهي: بسم الله الرحمن الرحيم».

## التاريخ

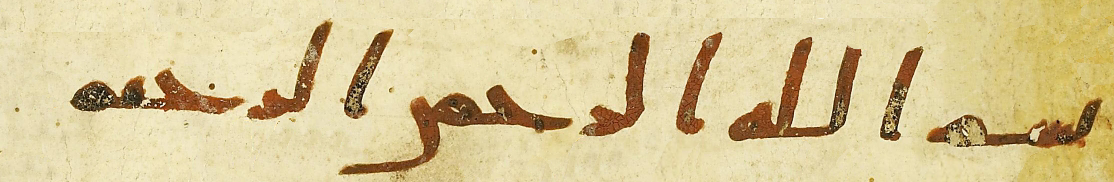
البسملة كما هي مكتوبة في مخطوطة القرآن بجامعة برمنغهام، أقدم نسخة من القُرآن. الرّسم: «ٮسم الله الرحمں الرحىم».

جرت عادة الكُتّاب منذ الجاهلية على استهلال رسائلهم بالبسملة تيمنًا بحسن الفاتحة، وتبركًا بجميل الابتداء، فكانت جملة باسمك اللهم الجملة الأثيرة التي ابتدأ بها عرب الجاهلية مكاتباتهم، وقد كان شعار المشركين في عصر الجاهلية باسمك اللهم، وكانوا يستفتحون بذلك كلامهم، ومن ذلك ما جرى في صلح الحديبية، وذلك أن سهيل بن عمرو لما جاء إلى النبي واتفقوا على أن يكتبوا الصلح، قال رسول الله لعلي بن أبي طالب: «اكتب بسم الله الرحمن الرحيم». أمره النبي أن يكتب البسملة، وفيها ثلاثة أسماءٍ وهي: الله والرحمن والرحيم. لكن وفد قريش قالوا: لا نعرف الرحمن إلا صاحب اليمامة «يعنون به مسيلمة الكذاب، يعني: سمى نفسه الرحمن» قالوا: لا نعرف الرحمن إلا هذا الرجل، اُكْتُب كما كنت تكتب بسمك اللهم. كان النبي يكتب في مكاتباته بسمك اللهم حتى نُزِّلت البسملة.
أخرج عبد الرزاق الصنعاني في مصنفه وابن المنذر وغيرهما عن الشعبي أنه قال: «كان أهل الجاهلية يكتبون: باسمك اللهم فكتب النبي ﷺ أول ما كتب: باسمك اللهم حتى نُزِلَت: بسم الله مجراها ومرساها فكتب: بسم الله، ثم نزلت: ادعوا الله أو ادعوا الرحمن فكتب: بسم الله الرحمن، ثم نزلت آية النمل إنه من سليمان الآية، فكتب: بسم الله الرحمن الرحيم». وأخرج أبو عبيد القاسم بن سلام في فضائله عن الحارث العكلي قال: قال لي الشعبي: «كيف كان كتاب النبي ﷺ إليكم، قلت: باسمك اللهم، فقال: ذاك الكتاب الأول، كتب النبي ﷺ: «باسمك اللهم». فجرت بذلك ما شاء الله أن تجري، ثم نزلت: بسم الله مجراها ومرساها فكتب: «باسم الله». فجرت بذلك ما شاء الله أن تجري، ثم نزلت: قل ادعوا الله أو ادعوا الرحمن فكتب: «باسم الله الرحمن». فجرت بذلك ما شاء الله أن تجري، ثم نزلت: إنه من سليمان وإنه بسم الله الرحمن الرحيم فكتب بذلك».

## التسمية
البسملة مصدر بَسْمَلَ يُبَسْمِل: أي قال بسم الله الرحمن الرحيم، وهو من باب النَّحت كقول: حوقلة وحمدلة وغيرهما. قال ابن فارس في فقه اللغة: «باب النحت: العرب تنحت من كلمتين كلمةً واحدةً، وهو جنسٌ من الاختصار كحيعلة من حيَّ على». ويقول ابن السكيت في كتاب إصلاح المنطق: «يقال قد أكثر من البسملة إذا أكثر من قول بسم الله، ومن الهيللة إذا أكثر من قول لا إله إلا الله، ومن الحوقلة والحولقة إذا أكثر من قول لا حول ولا قوة إلا بالله، ومن الجعفدة: أي مَن جٌعِلتُ فِداك، ومن السبحلة أي قول سبحان الله». أما ابن دحية في كتابه التنوير فيقول: «ربما يتفق اجتماع كلمتين من كلمةٍ واحدةٍ دالةٍ عليهما، وإن كان لا يمكن اشتقاق كلمةٍ من كلمتين على قياس التصريف. والبسملة قول باسم الله، والسبحلة قول سبحان الله، والحسبلة قول حسبي الله، والسمعلة قول سلام عليكم، والطلبقة قول أطال الله بقائك، والدمعزة أدام الله عزك». ذكر جمع من اللغويين أن البسملة وإن كانت في الأصل مصدرًا، إلا أنه غلب استعمالُه في قول: بسم الله الرحمن الرحيم، فيطلقون البسملة ويردون به هذه الكلمات.
ورد النحت في اللغة العربية على صورٍ عديدةٍ منها: تأليف كلمةٍ من جملةٍ لتؤدِّي مؤدَّاها، وتفيد مدلولها، كالبسملة المأخوذة من بسم الله الرحمن الرحيم، كما تُمثّل البسملة أحد أنواع النحت الفعلي: وهو أن تنحت من الجملة فعلًا يدلُّ على النطق بها، أو على حدوث مضمونها.
يقول ابن عاشور: «البسملة اسمٌ لكلمة باسم الله، صيغ هذا الاسم على مادَّةٍ مؤلفةٍ من حروف الكلمتين «باسم» و«الله» على طريقةٍ تسمى النَّحْت، وهو صوغ فعلِ مُضِيٍ على زنة «فَعْلَل» مؤلفةٍ مادّتُه من حروف جملةٍ أو حروفِ مركَّبٍ إِضَافِيٍ، مما ينطق به الناس اختصاراً عن ذكر الجملة كلها لقصد التخفيف لكثرة دوران ذلك على الألسنة... فأصل بسمل قول: بسم الله ثم أطلقه المولدون على قول: بسم الله الرحمٰن الرحيم، اكتفاءً واعتماداً على الشهرة، وإن كان هذا المنحوتُ خِليَّاً من الحاء والراء اللذين هما من حروف الرحمن الرحيم، فشاع قولهم بسمل في معنى قال بسم الله الرحمٰن الرحيم، واشتقّ من فعل بسمل مصدر هو البسملة، وهو مصدرٌ قياسيٌ لفعلل».

## الإعراب
- بسم الله: الباء في بسم متعلقةٌ بمحذوفٍ، فعند البصريين المحذوف مبتدأٌ والجار والمجرور خبره، والتقدير ابتدائي بسم الله: أي كائنٌ باسم الله، فالباء متعلقةٌ بالكون والاستقرار. قال الكوفيون: المحذوف فعلٌ تقديره ابتدأت، أو أبدأ، فالجار والمجرور في موضع نصبٍ بالمحذوف، وحُذِفَت الألف من الخط لكثرة الاستعمال، فلو قلت لاسم الله بركةً أو باسم ربك، يثبت الألف في الخط. وقيل حُذِف الألف لأنهم حملوه على سم، وهي لغةٌ في اسم، ولغاته خمس: سم بكسر السين وضمها، اسم بكسر الهمزة وضمها، وسمى مثل ضحى. والأصل في اسم: السمو، فالمحذوف منه لامه، يدل على ذلك قولهم في جمعه أسماء وأسامي، وفي تصغيره سمي وبنوا منه فعيلًا، فقالوا فلان سميك: أي اسمه كاسمك، والفعل منه سميت وأسميت. قال الكوفيون: أصله وسمٌ لأنه من الوسم، وهو العلامة، فإن قيل: كيف أضيف الاسم إلى الله والله هو الاسم. قيل في ذلك ثلاثة أوجهٍ أحدها: أن الاسم بمعنى التسمية، والتسمية غير الاسم، لأن الاسم هو اللازم للمسمى، والتسمية هو التلفظ بالاسم. الثاني: أن في الكلام حذفٌ مضافٌ، تقديره باسم مسمى الله. الثالث أن اسمًا زيادةً، ومن ذلك قول لبيد بن ربيعة العامري: إلى الحول ثم اسم السلام عليكما، وقول ذي الرمة: داعٍ يناديه باسم الماء، أي السلام عليكما، ونناديه بالماء. الأصل في الله الإلاء، فأُلقيت حركة الهمزة على لام المعرفة ثم سكنت وأدغمت في اللام الثانية، ثم فُخّمَت إذا لم يكن قبلها كسرةٌ، ورُقِّقَت إذا كانت قبلها كسرةٌ، ومنهم من يُرَقِّقُها في كل حالٍ، والتفخيم في هذا الاسم من خواصه. قال أبو علي الفارسي: «همزة إلاه حُذِفت حذفًا من غير إلقاء، وهمزة إلاه أصلٌ وهو من أله يأله إذا عبد، فالإله مصدرٌ في موضع المفعول أي المألوه، وهو المعبود». وقيل أصل الهمزة واوٌ لأنه من الوله، فالإله توله إليه القلوب أي تتحير. وقيل أصله لاهٌ على فعلٍ، وأصل الألف ياءٌ، لأنهم قالوا في مقلوبه لهي أبوك ثم أُدخِلَت عليه الألف واللام.[12]
- الرحمن الرحيم: صفتان مشتقتان من الرحمة. والرحمن من أبنية المبالغة، وفي الرحيم مبالغةٌ أيضًا: إلا أن فعلانا أبلغ من فعيل. وجَرّهما على الصفة والعامل في الصفة هو العامل في الموصوف. قال الأخفش: العامل فيها معنويٌ وهو كونها تبعًا ويجوز نصبهما على إضمار أعني، ورفعهما على تقدير هو. المشهور في أوجه من إعراب الرحمن الرحيم تسعة أقوالٍ، الأول: جَرُّهُما، الثاني: نصبهما، الثالث: رفعهما، الرابع: جرّ الأول مع رفع الثاني، الخامس: جرّ الأول مع نصب الثاني، السادس: رفع الأول مع نصب الثاني، السابع: نصب الأول مع رفع الثاني. في هذه السبعة أوجه أحدها يجوز عربيةَ ويتعيّن قراءة وهو الأول، أما الستة الباقية تجوز عربيةَ لا قراءةَ. بقي وجهان ممتنعان أحدهما: رفع الأول وجرّ الثاني، ثانيهما: نصب الأول وجرّ الثاني. وإنما امتنعا لأن فيهما الاتباع بعد القطع، والاتباع بعد القطع رجوعٌ إلى الشيء بعد الانصراف عنه، وهو ممنوعٌ عند الأكثر، وقال بعضهم لا يمتنع ذلك.[وب 4][13]

## البسملة في القرآن

### التفسير
بسم الله: أبتدأ هذا الفعل مصاحبًا أو مستعينًا باسم الله ملتمسًا البركة منه، والله هو الإله المحبوب المعبود الذي تتوجه إليه القلوب بالمحبة والتعظيم والطاعة والعبادة، وهو الرحمن المتّصف بالرحمة الواسعة، الرحيم الذي يوصل رحمته إلى خلقه. قيل المعنى: أبدأ هذا الفعل بتسمية الله وذكره. قال الإمام ابن جرير الطبري: «إن الله تعالى ذكره وتقدست أسماؤه، أدّب نبيه محمدًا ﷺ بتعليمه تقديم ذكر أسمائه الحسنى أمام جميع أفعاله، وأمره أن يصفه بها قبل جميع مهماته، وجعل ما أدّبه به من ذلك وعلمه إياه منه لجميع خلقه سنةً يستنون بها، وسبيلًا يتبعونه عليها، في افتتاح أوائل منطقهم وصدور رسائلهم وكتبهم وحاجاتهم، حتى أغنت دلالة ما ظهر من قول القائل بسم الله على ما بطن من مراده الذي هو محذوفٌ». ويوجد محذوفٌ في عبارة باسم الله قبل البدء بالعمل، وهذا المحذوف تقديره: أبتدئ عملي باسم الله، مثل باسم الله أقرأ، باسم الله أكتب، باسم الله أركب ونحو ذلك. أو ابتدائي باسم الله، ركوبي باسم الله، قراءتي باسم الله، ويمكن أن يكون التقدير أيضًا: باسم الله أكتب، باسم الله أقرأ، فيقدّر الفعل مؤخرًا، وهذا حَسَنٌ ليحصل التبرك بتقديم اسم الله، وليفيد الحصر أي أبدأ باسم الله لا باسم غيره. لفظ الجلالة الله: هو الاسم الأعظم، وهو أعرف المعارف، الغني عن التعريف، وهو علمٌ على الباري، مختصٌ به دون سواه، والصحيح أنه مشتقٌ من أله يأله ألوهة وإلهة، فهو إله بمعنى مألوهٌ أي معبودٌ، فهو: ذو الألوهية. والحاصل أن اسم الجلالة الله عَلَمٌ على ذات الباري تجري عليه الصفات ولا يوصف به، ولفظ الإله صفةٌ، ويجمع الجمهور على أن معناه الشرعي: المعبود بحقٍ، ولذلك أنكر القرآن على المشركين تسمية أصنامهم آلهة، والتحقيق أنه أنكر عليهم تأليهها وعبادتها، لا مجرّد تسميتها، ومما يترتب على قول أن لفظ الجلالة الله عَلَمٌ يوصف ولا يوصف به أن أسماء الله الحسنى صفاتٌ تجري على هذا الاسم العظيم، ولكونها صفاتٌ، وُصِفَت بالحسنى، وتسند إليه أفعال هذه الصفات.
| «المخاطبين في القرآن الكريم ثلاثة أصناف كما قال الله: ﴿فَمِنْهُمْ ظَالِمٌ لِّنَفْسِهِ وَمِنْهُم مُّقْتَصِدٌ وَمِنْهُمْ سَابِقٌ بِالْخَيْرَاتِ بِإِذْنِ اللَّهِ ۚ﴾. فقال: أنا الله للسابقين، الرحمن للمقتصدين، الرحيم للظالمين، وأيضًا الله هو معطي العطاء، والرحمن هو المتجاوز عن زلات الأولياء، والرحيم هو المتجاوز عن الجفاء» |
| —فخر الدين الرازي |

الرحمن: اسمٌ من أسماء الله الخاصة به، ومعناه ذو الرحمة الواسعة، لأن وزن فعلان، يدل على الامتلاء والكثرة، وهو أخص أسماء الله بعد لفظ الجلالة، كما أن صفة الرحمة هي أخص صفاته، ولذا غالبًا يأتي ترتيبها بعد لفظ الجلالة، كما في قوله تعالى: قل ادعوا الله أو ادعوا الرحمن. والرحيم: اسمٌ من أسماء الله معناه الموصل رحمته إلى من يشاء من عباده. قال ابن القيم: «الرحمن دالٌ على الصفة القائمة به سبحانه، والرحيم دالٌ على تعلّقها بالمرحوم، فكان الأول للوصف والثاني للفعل، فالأول دالٌ على أن الرحمة صفته، والثاني دالٌ على أنه يرحم خلقه برحمته، وإذا أردت فهم هذا فتأمّل قوله «وكان بالمؤمنين رحيمًا»، وقوله «إنه بهم رءوفٌ رحيمٌ»، ولم يجئ قط «رحمنٌ بهم»، فعلم أن رحمن هو الموصوف بالرحمة، ورحيم هو الراحم برحمته». يجمع الجمهور على أن معنى الرحمن: المُنَعَّم بجلائل النعم، ومعنى الرحيم: المُنَّعَم بدقائقها، وبعضهم يقول: إن الرحمن هو المنعم بنعمٍ عامةٍ تشمل الكافرين مع غيرهم، والرحيم هو المنعم بالنعم الخاصة بالمؤمنين. وكل هذا تحكم في اللغة مبنيٌ على أن زيادة المبنى تدل على زيادة المعنى، ولكن الزيادة تدل على زيادة الوصف مطلقًا، فصفة الرحمن تدلّ على كثرة الإحسان الذي يعطيه، سواءً كان جليلًا أو دقيقًا، وأما كون أفراد الإحسان الذي يدلّ عليها اللفظ الأكثر حروفًا، أعظم من أفراد الإحسان التي يدل عليها اللفظ الأقل حروفًا، فهو غير معنيٍ ولا مراد.

### القراءات
البسملة هي أول آيةٍ من سورة الفاتحة، وهي جزءٌ من آيةٍ في سورة النمل قال تعالى: ﴿إِنَّهُ مِنْ سُلَيْمَانَ وَإِنَّهُ بِسْمِ اللَّهِ الرَّحْمَنِ الرَّحِيمِ ۝٣٠﴾ [النمل:30]. أجمع القراء على البسملة في أوَّل سورة الفاتحة سواءً ابتدأ بها القارئ أو وصلها بسورة الناس، وأجمع القرَّاء على ترك البسملة في أوَّل سورة براءة، سواء ابتدأ بها أو وصلها بسورة الأنفال، وكذلك اتفقوا على البسملة في ابتداء كل سورةٍ غير براءةٍ. أما الابتداء بالأجزاء، فالقارئ بعد الاستعاذة مُخَيَّرٌ إن شاء بسمل بعد الاستعاذة، وإن شاء اقتصر على الاستعاذة. أما الوصل بين السورتين والفصل بينهما بسكتةٍ لطيفةٍ دون تنفسٍ، والبسملة بينهما وتركها، فالقراء اختلفوا في ذلك، فقالون وابن كثير المكي وعاصم الكوفي والكسائي يبسملون بين كل سورتين إلا بين سورة براءة والأنفال، ووافقهم حمزة في الفاتحة خاصةً، ولا يبسمل فيما عدا الفاتحة بين كل سورتين، وكذلك باقي القراء، وهم: ورش وأبو عمرو البصري وابن عامر الشامي يوافقونه في الفاتحة على البسملة.
أما بين كل سورتين غير الفاتحة، فلم يرد عنهم نصّ بالبسملة، ولكن يبسملون على سبيل الاستحباب، وأما الوصل والفصل فحمزةٌ يصل بين كل سورتين، وورش وأبو عمرو وابن عامر اختلف عنهم في الوصل والفصل، وعلى هذا يكون لمن يبسمل بين كل سورتين قولًا واحدًا وهم: ابن كثير وعاصم والكسائي وقالون وورش، وإن كان له خلافٌ في البسملة ثلاث أوجهٍ: وصل الطرفين مع البسملة، وقطع الطرفين مع البسملة، وقطع الطرف الأول، ووصل الطرف الثاني مع البسملة. باقي القراء وهم: ورش وأبو عمرو وابن عامر لهم خمسة أوجهٍ: هذه الثلاثة، بالإضافة لوصل الطرفين مع عدم البسملة، وقطع الطرفين مع عدم البسملة، والمقصود بالطرفين: آخر السورة وأول السورة التي بعدها.
أما الابتداء بأواسط السور فيجوز الإتيان بالبسملة وتركها، لا فرق في ذلك بين سورة براءة وغيرها، واستثنى بعضهم وسط براءة، فألحقه بأولها في عدم جواز الإتيان بالبسملة لأحدٍ من القراء، وذهب بعضهم إلى أن البسملة لا تجوز في أوساط السور إلا لمن مذهبه الفصل بها بين السورتين. وأما من مذهبه السكت أو الوصل بين السورتين فلا يجوز له الإتيان بالبسملة في أواسط السور. وعلى هذا المذهب، تكون أوساط السور تابعةً لأولها، فمن بسمل في أولها بسمل في أثنائها، ومن تركها في أولها تركها في أوساطها؛ والمراد بأوساط السور ما بعد أوائلها، ولو بآيةٍ أو بكلمةٍ.

### هل البسملة آيةٌ؟
أجمع أهل العلم على أن البسملة آيةٌ من سورة النمل في قول الله: ﴿إِنَّهُ مِنْ سُلَيْمَانَ وَإِنَّهُ بِسْمِ اللَّهِ الرَّحْمَنِ الرَّحِيمِ ۝٣٠﴾ [النمل:30]، ثم اختلفوا في مسألة هل البسملة آيةٌ مستقلةٌ من القرآن الكريم أو من سورة الفاتحة أو من كل سورة سوى سورة التوبة، أو أنها ليست بآيةٍ على تسعة أقوالٍ، المشهور منها أربع أقوالٍ:

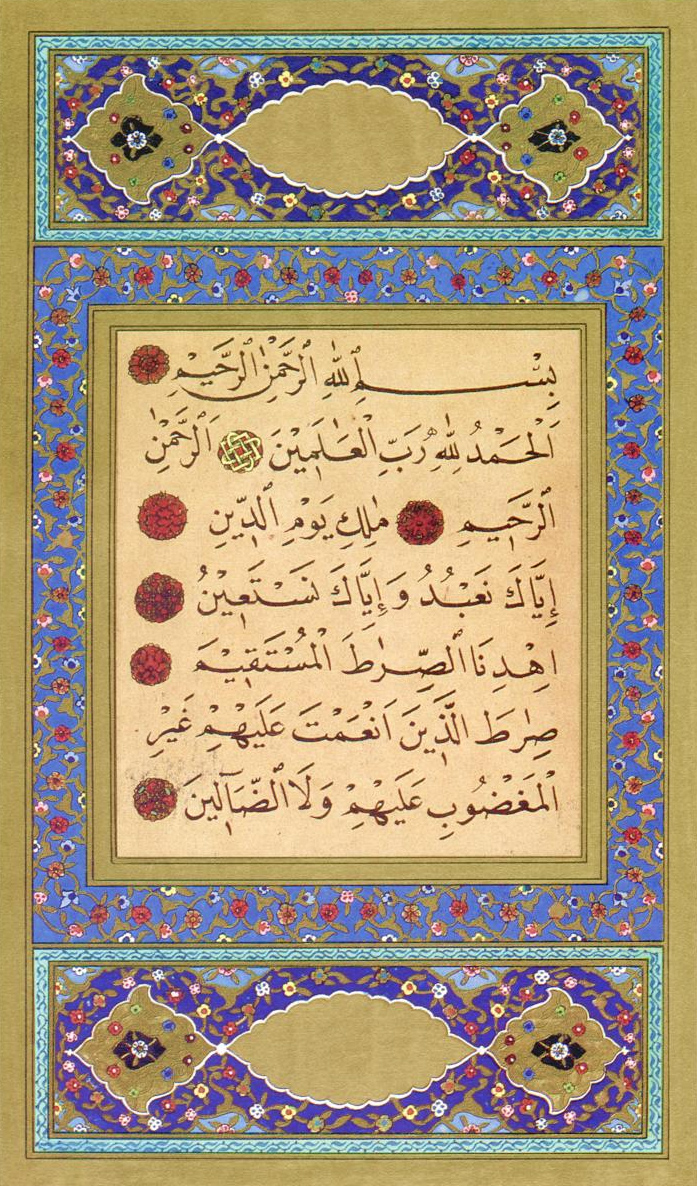
سورة الفاتحة بخط النسخ للخطاط العُثماني محمد عبد العزيز الرفاعي وتظهر فيها البسملة آية من آيات الفاتحة.

- القول الأول: أن البسملة ليست آيةٌ من القرآن الكريم مطلقًا، إلا في سورة النمل فهي آيةٌ منها، وإنما كتبت البسملة في أوائل السور للاستفتاح بها، والابتداء والتبرّك بها والتيمّن والفصل بين السور. هذا القول صرّح به قرّاء المدينة والبصرة والشام، وهو قول الإمام مالك بن أنس وعبد الله بن معبد، وقولٌ منسوبٌ لأبي حنيفة النعمان وبعض الصحابة والأوزاعي، وعن رواية عن الإمام أحمد بن حنبل ولكن ابن تيمية قال: «لا يصحّ هذا عنه وإن كان قولاً في مذهبه».[21] واختار هذا القول الباقلاني. احتجّ ابن العربي لهذا القول بأن مسجد رسول الله بالمدينة منذ زمن الرسول حتى زمن الإمام مالك لم يقرأ فيه أحدٌ قطٌ: بسم الله الرحمن الرحيم اتباعًا للسنة، كما احتج الباقلاني والقرطبي لهذا القول بأن القرآن لا يثبت إلا بالتواتر، ولا تواتر هنا، فيجب القطع بنفي كونها من القرآن.[22]
- القول الثاني: أنها آيةٌ من سورة الفاتحة فقط. وهذا القول مرويٌ عن طائفةٍ من السلف الصالح منهم: سعيد بن جبير وأكثر قراء وفقهاء أهل مكة والكوفة، وهو قول الإمام الشافعي، ورواية عن الإمام أحمد بن حنبل، وروي عن إسحاق وأبي عبيد وأبي ثور ومحمد بن كعب القرظي والزهري وعطاء بن أبي رباح وغيرهم. استدلوا لهذا القول بأدلةٍ منها: إثباتها في المصاحف مع الفاتحة وعدُّها من آياتها، وحديث أم سلمة عندما سئلت عن قراءة النبي فقالت: «كان يقطع قراءته آية آية، بسم الله الرحمن الرحيم، الحمد لله رب العالمين، الرحمن الرحيم». ووجّه استدلالهم أن الرسول قرأ البسملة مع الفاتحة، قالوا: فدلّ هذا على أنها آيةٌ منها. كما استدلوا بحديث أنس بن مالك عندما سئل عن قراءة النبي فقال: كانت مدا، ثم قرأ: «بسم الله الرحمن الرحيم، يمدّ بسم الله، ويمدّ بالرحمن ويمدّ بالرحيم». وقالوا: فقراءة النبي للبسملة بالمدّ تدل على أنها آيةٌ من القرآن، إذ لو لم تكن آيةً من القرآن لما قرأها الرسول بالمدّ كما يقرأ القرآن.[23]
- القول الثالث: أنها آيةٌ أو بعض آيةٍ من كل سورةٍ سوى سورة براءة. نسب هذا القول لبعض قراء مكة والكوفة، كما روي من الصحابة عن: عبد الله بن عباس وعبد الله بن عمر وعبد الله بن الزبير وأبي هريرة، ومن التابعين: عن عطاء وطاووس بن كيسان وسعيد بن جبير ومكحول الهذلي والزهري، وهذا القول هو المشهور من مذهب الشافعي، وإجماع علماء المذهب الجعفري،[وب 6] وروايةٌ عن الإمام أحمد ونسب لأبي حنيفة وسفيان الثوري وعبد الله بن المبارك وإسحاق بن راهويه والأوزاعي. استدلّ أصحاب هذا القول بأدلةٍ منها: ثبوت البسملة في المصاحف مع كل سورةٍ سوى براءة، مما يدلّ على أنها آيةٌ أو بعض آيةٍ من كل سورةٍ. وما رواه أنس بن مالك قال: «أغفى النبي ﷺ إغفاءة ثم تبسم ضاحكًا فقال: أنزل علي سورة، ثم قرأ بسم الله الرحمن الرحيم ﴿إِنَّا أَعْطَيْنَاكَ الْكَوْثَرَ ۝١ فَصَلِّ لِرَبِّكَ وَانْحَرْ ۝٢ إِنَّ شَانِئَكَ هُوَ الْأَبْتَرُ ۝٣﴾ [الكوثر:1–3]». ووجّه استدلالهم من الحديث أن البسملة آيةٌ أُنزلت مع سورة الكوثر، فهي كذلك آيةٌ أو بعض آيةٍ من كل سورةٍ تُنَزَّل معها وتعدّ منها.[24]
- القول الرابع: أن البسملة آيةٌ مستقلةٌ من القرآن وليست من السور، وإنما هي آيةٌ تُنَزَّل مع كل سورةٍ للفصل بينها وبين التي قبلها. وهذا قول طائفةٍ كبيرةٍ من أهل العلم، منهم: الإمام أحمد بن حنبل في النصوص الصريحة عنه، وعبد الله بن المبارك ومحمد بن الحسن الشيباني وأبو الحسن الكرخي، وأبو بكر الرازي وداود الظاهري، واختار هذا القول ابن خزيمة والجصاص وابن قدامة وابن تيمية والزيلعي. استدل القائلون بهذا القول على إجماع الصحابة على إثباتها في المصحف وكتابتهم لها بخطه وقلمه، فنقلت نقله كما نقلت في سورة النمل، فلا يجوز الخروج عن إجماعهم وذلك لأنهم جردوا المصحف من غير الآيات القرآنية كالتفسير وغيره. كما استدلوا بحديث عبد الله بن عباس قال: «كان النبي ﷺ لا يعرف فصل السورة حتى تنزل عليه بسم الله الرحمن الرحيم».[25] وقالوا: كونها تنزل يدل على أنها آيةٌ من القرآن، وكونها للفصل بين السور يدل على أنها ليست من السور وإنما آيةٌ مستقلةٌ.[26]

### إهمالها في سورة التوبة
أجمع المسلمون على ترك الفصل بالبسملة بين سورة الأنفال وسورة التوبة لإجماع المصاحف على ترك التسمية بينهما. وإذا ابتدأ القارئ بسورة براءة فإنه يتعوّذ فقط كما لو قرأ من وسطها. اختلف في السبب الذي من أجله تركت البسملة في مطلع سورة براءة، ذهب الجمهور إلى أن السبب هو ما رواه الإمام أحمد بن حنبل في مسنده والترمذي في سننه عن عبد الله بن عباس قال: «قلت لعثمان رضي الله عنه: ما حملكم على أن عمدتم إلى سورة الأنفال وهي من المثاني، وإلى سورة براءة، وهي من المئين، فقرنتم بينهما ولم تكتبوا بينهما سطر بسم الله الرحمن الرحيم، فوضعتموها في السبع الطوال فما حملكم على ذلك، قال كان رسول الله ﷺ مما يأتي عليه الزمان، وهو ينزل عليه من السور ذوات العدد، فكان إذا أنزل عليه الشئ دعا بعض من يكتب له، فيقول ضعوا هذه في السورة التي يذكر فيها كذا وكذا، وإذا أنزلت عليه الآيات قال ضعوا هذه الآيات في السورة التي يذكر فيها كذا وكذا، وإذا أنزلت عليه الآية قال ضعوا هذه الآية في السورة التي يذكر فيها كذا وكذا، وكانت سورة الأنفال من أوائل ما نزل بالمدينة وكانت سورة براءة من أواخر ما أنزل من القرآن، قال فكانت قصتها شبيهاً بقصتها فظننا أنها منها، وقبض رسول الله ﷺ ولم يبين لنا أنها منها، فمن أجل ذلك قرنت بينهما ولم أكتب بينهما سطر بسم الله الرحمن الرحيم، ووضعتها في السبع الطوال». أي أن النبي لم يبين لهم من شأنها شيءًا، وكانت قصتها تشبه قصة سورة الأنفال، فلم يكتبوا بينهما: بسم الله الرحمن الرحيم، واختار هذا القول الطحاوي وصححه ابن عربي. وقيل: إن ذلك من شأن العرب إذا كان بينهم وبين قومٍ عهدًا، فإذا أرادوا نقضه كتبوا كتابًا ولم يكتبوا فيه: بسم الله الرحمن الرحيم، فلما نزلت سورة براءة بنقض العهد الذي كان بين الرسول وبين المشركين بعث النبي علي بن أبي طالب فقرأها عليهم في الموسم ولم يبسمل على ما جرت به عادتهم. وقيل: لأن بسم الله الرحمن الرحيم رحمة وبراءة سخط، قال عبد الله بن عباس: «سألت علي بن أبي طالب: لم لم يكتب في براءة «بسم الله الرحمن الرحيم»، قال: لأن بسم الله الرحمن الرحيم أمانٌ، وبراءة نزلت بالسيف ليس فيها أمان». وقيل: تركت التسمية إعظامًا لبسم الله الرحمن الرحيم من خطاب المشركين. وقيل: لأنهم اختلفوا هل هما سورتان أو سورةً واحدةً، فتركت بينهما فرجةً لقول من قال إنهما سورتان، وتركت بسم الله الرحمن الرحيم لقول من قال إنهما سورةٌ واحدةٌ، فرضي الفريقان، وثبت حجتهما في المصحف. وقال القرطبي: «والصحيح أن التسمية لم تكتب لأن جبريل عليه السلام لم ينزل بها في هذه السورة، قاله القشيري».

### مناسبات البسملة
المناسبة في اللغة: هي المقاربة والمشاكلة. وتعرف اصطلاحًا بأنها: علم تُعرف به وجوه ارتباط أجزاء القرآن ببعضها، وقول أجزاء القرآن شاملٌ للآية مع الآية، والحكم مع الحكم، والسورة مع السورة، والقصة مع القصة، وكل جزءٍ من القرآن مع ما قارنه. نبّه على أهمية علم المناسبات عددٌ من العلماء من أبرزهم الفخر الرازي إذ قال: «أكثر لطائف القرآن مودعةٌ في الترتيبات والروابط». وقال السيوطي: «علم المناسبة علمٌ شريفٌ قل اعتناء المفسرين به لدقته». وقال البقاعي: «وهو سرّ البلاغة، لأدائه إلى تحقيق مطابقة المعاني لما اقتضاه من الحال، وتتوقف الإجازة فيه على معرفة مقصود السورة المطلوب ذلك فيها، ويفيد ذلك في معرفة المقصود من جميع جملها، فلذلك كان هذا العلم في غاية النفاسة، وكانت نسبته من علم التفسير كنسبة علم البيان من النحو».
أولًا: الاستعاذة والبسملة: ألمح الرازي إلى المناسبة بين البسملة والاستعاذة، فاعتبر أن الاستعاذة فرارًا واعتبر البسملة قرارًا، فالاستعاذة فرارٌ من الشيطان وهو قول: أعوذ بالله من الشيطان الرجيم، والاستقرار في حضرة الملك الجبار بقول: بسم الله الرحمن الرحيم، وهذا الربط للبسملة بالاستعاذة مع العلم أن الاستعاذة ليست آيةً.
ثانيًا: مناسبة الحمد لله رب العالمين بقوله تعالى: بسم اللهِ الرحمن الرحيم: لما ابتدأ الإنسان بآية التسمية استفتاحًا باسمه تعالى، واعترافًا بألوهيته، وبيانًا لذكر فضله ورحمته، اشتغل بالشكر لربه والحمد له فقال: الحمد لله، ولما رأى نعم الله تعالى على غيره واضحةً كما شاهد آثارها على نفسه، عرف أنه تعالى رب الخلائق أجمعين فقال: رب العالمين.
ثالثًا: المناسبة بين سورة الفاتحة والبسملة، وهي ما اشتملت عليه الفاتحة من الأسماء الحسنى ومجيء قوله تعالى: الرحمن الرحيم في الآية الثالثة، فالتقدير كأنه قيل: اذكر أني إلهٌ وربٌ مرةً واحدةً، واذكر أني رحمنٌ رحيمٌ مرتين، لتعلم أن العناية بالرحمة أكثر منها بسائر الأمور، ثم لما بين الرحمة المضاعفة فكأنه قال: لا تغتروا بذلك فإني مالك يوم الدين، وعليه كان التكرار في الرحمن الرحيم ولم يكن في بقية الأسماء وهي: الله والرب. ذكر فخر الدين الرازي أن هناك مناسبةٌ بين قول الله: مالك يوم الدين، وبين قوله الرحمن الرحيم، إذ قال: «ثمّ لما بين الرحمة المضاعفة فكأنه قال لا تغتروا بذلك فإني ملك يوم الدين وهو من تعقيب الوعد والوعيد».

### لفظ بِسْم وبِاسْم
| «بسم الله تكتب بغير ألف استغناء عنها بباء الإلصاق في اللفظ والخط لكثرة الاستعمال بخلاف قوله: اقرأ باسم ربك فإنها لم تحذف لقلة الاستعمال.» |
| — شمس الدين القرطبي |

وردت بسم في القرآن الكريم على وجهين الأول: بسم الله، والثاني: باسم ربك، حيث حذفت ألف اسم من قوله: بسم الله، وأُثبتت في قوله: اقرأ باسم ربك، والفرق من وجهين الأول: أن كلمة بسم الله مذكورةٌ في أكثر الأوقات عند أكثر الأفعال، فلأجل التخفيف حُذفت الألف، بخلاف سائر المواضع فإن ذكرها قليل. الثاني وهو قول الخليل بن أحمد الفراهيدي: إنما حذفت الألف في قوله: بسم الله لأنها إنما دخلت بسبب أن الابتداء بالسين الساكنة غير ممكن، فلما دخلت الباء على الاسم نابت عن الألف فسقطت في الخط، وإنما لم تسقط في قوله: اقرأ باسم رَبّكَ. لأن الباء لا تنوب عن الألف في هذا الموضع كما في بسم الله، لأنه يمكن حذف الباء من اقرأ باسم رَبّكَ، مع بقاء المعنى صحيحًا، فإنك لو قلت اقرأ اسم ربك صح المعنى، أما لو حذفت الباء من بسم الله لم يصح المعنى فظهر الفرق.
| # | اللَّفظ    | الآية                                                           | اسم السورة                 | رقم الآية      |
| - | -------- | --------------------------------------------------------------- | -------------------------- | -------------- |
| 1 | بسم الله | ﴿بِسْمِ اللَّهِ الرَّحْمَنِ الرَّحِيمِ ۝١﴾ [الفاتحة:1]                          | سور القرآن كلها عدا التوبة | 1 (في الفاتحة) |
| 2 | بسم الله | ﴿وَقَالَ ارْكَبُوا فِيهَا بِسْمِ اللَّهِ مَجْرَاهَا وَمُرْسَاهَا إِنَّ رَبِّي لَغَفُورٌ رَحِيمٌ ۝٤١﴾ | سورة هود                   | 41             |
| 3 | بسم الله | ﴿إِنَّهُ مِنْ سُلَيْمَانَ وَإِنَّهُ بِسْمِ اللَّهِ الرَّحْمَنِ الرَّحِيمِ ۝٣٠﴾                  | سورة النمل                 | 30             |
| 4 | باسم ربك | ﴿نَحْنُ جَعَلْنَاهَا تَذْكِرَةً وَمَتَاعًا لِلْمُقْوِينَ ۝٧٣ فَسَبِّحْ بِاسْمِ رَبِّكَ الْعَظِيمِ ۝٧٤﴾   | سورة الواقعة               | 74             |
| 5 | باسم ربك | ﴿إِنَّ هَذَا لَهُوَ حَقُّ الْيَقِينِ ۝٩٥ فَسَبِّحْ بِاسْمِ رَبِّكَ الْعَظِيمِ ۝٩٦﴾               | سورة الواقعة               | 96             |
| 6 | باسم ربك | ﴿اقْرَأْ بِاسْمِ رَبِّكَ الَّذِي خَلَقَ ۝١﴾                                      | سورة العلق                 | 1              |
| 7 | باسم ربك | ﴿وَإِنَّهُ لَحَقُّ الْيَقِينِ ۝٥١ فَسَبِّحْ بِاسْمِ رَبِّكَ الْعَظِيمِ ۝٥٢﴾                    | سورة الحاقة                | 52             |

## الأحكام

### قراءة البسملة في الصلاة
اختلف العلماء في حكم قراءة البسملة في الصلاة على عدة أقوالٍ:
- القول الأول: أنها تجب قراءتها في الصلاة وجوب الفاتحة لأنها آيةٌ منها، وهو قول عبد الله بن عباس وعبد الله بن عمر والزهري ومجاهد ويحيى بن جعدة وإسحاق بن راهويه وأبي ثور وأبي عبيدة، وهو المشهور في المذهب الشافعي، وروايةٌ عن الإمام أحمد بن حنبل. هذا القول على أن البسملة آيةٌ من الفاتحة، فتجب قراءتها عندهم كما تجب قراءة بقية آيات الفاتحة، كما يشرع الجهر بها عندهم كما يجهر ببقية آيات الفاتحة.
- القول الثاني: أن قراءتها في الصلاة مستحبةٌ مع الفاتحة ومع كل سورةٍ سوى سورة براءة، كما هو منصوصٌ في المصحف، وهذا قول جمهور أهل العلم، ومنهم أبو حنيفة النعمان، والقول المشهور عن أحمد بن حنبل وأكثر أهل الحديث، لأنها آيةٌ مستقلةٌ من القرآن وليست آيةٌ من السورة لا من سورة الفاتحة ولا من غيرها من السور، فلا تجب قراءتها لا مع الفاتحة ولا مع غيرها، لكن تستحب قراءتها معها ومع كل سورةٍ عدا سورة التوبة، ودليلهم ما ثبت من حديث أنس بن مالك وعائشة وأبي هريرة أن الرسول وخلفاءه لا يجهرون بها، فلو كانت واجبةً قراءتها وجوب الفاتحة لجهروا بها كما يجهرون ببقية آيات الفاتحة.[34]
- القول الثالث: أنه لا تشرع قراءتها في المكتوبة لا سرًا ولا جهرًا، وهذا القول هو المشهور في المذهب المالكي، إلا أن مالكًا قال بقراءة البسملة في النفل وقيام الليل ولمن يعرض القرآن عرضًا. ونقل القول بعدم مشروعية قراءتها عن الأوزاعي. بُني هذا القول على أن البسملة ليست من القرآن، لا في أول الفاتحة ولا في أوائل السور، وليست آيةً مستقلة من القرآن، واستدلّ أصحاب هذا القول بحديثٍ أن الرسول وخلفائه كانوا يستفتحون القراءة والصلاة بالحمد لله رب العالمين، وحديث أبي هريرة: «إن اللهَ تعالى يقولُ: قسمتُ الصلاةَ بيني وبين عبدي نصفينِ، نصفُها لي ونصفُها لعبدي ولعبدي ما سألَ، فإذا قالَ: الحمدُ للهِ ربِّ العالمين، قالَ اللهُ: حمِدني عبدي، وإذا قالَ: الرحمنُ الرحيمُ، قالَ اللهُ: أثنى عليَّ عبدي، وإذا قالَ: مالكِ يومِ الدينِ، قال اللهُ عز وجل: مجّدني عبدي، وفي روايةٍ فوَّضَ إليَّ عبدي، وإذا قالَ: إياكَ نعبدُ وإياكَ نستعينُ، قال: فهذه الآيةُ بيني وبين عبدي نصفينِ ولعبدي ما سألَ، فإذا قالَ: اهدنا الصراطَ المستقيمَ صراطَ الذين أنعمتَ عليهم غيرِ المغضوبِ عليهم ولا الضالينَ، قال: فهؤلاءِ لعبدي ولعبدي ما سألَ».[35][36]

### الجهر بالبسملة في الصلاة

البسملة بخط الثلث.

اختلف أهل العلم في حكم البسملة من حيث الجهر بها والإسرار في الصلاة على أقوال:
- القول الأول: أنه يَسُنُّ الجهر بها في الصلاة الجهرية والإسرار بها في الصلاة السرية. هذا القول روي عن عمر بن الخطاب وعلي بن أبي طالب وعبد الله بن الزبير وعبد الله بن عباس وابن عمر وأبي هريرة ومعاوية بن أبي سفيان وشداد بن أوس وسعيد بن جبير ومحمد بن شهاب الزهري، وهو القول المشهور عن الشافعية. أما أدلتهم فهي نفسها أدلة القائلين بوجوب قراءة البسملة في الصلاة.[37]
- القول الثاني: أنه يَسُنُّ الإسرار بالبسملة في الصلاة مطلقًا، وهو قول جمهور أهل العلم من المحدثين والفقهاء، واستشهدوا بعددٍ من الأدلة منها حديث أنس بن مالك عن النبي وعن الخلفاء أبي بكر وعمر وعثمان أنهم كانوا لا يجهرون ببسم الله الرحمن الرحيم.[38]

وقد بوب الدارمي في سننه بابًا أسماه: باب كراهية الجهر ببسم الله الرحمن الرحيم، قال ابن تيمية: أما حديث أنس في نفي الجهر فهو حديثٌ صريحٌ لا يحتمل التأويل.
- القول الثالث: التخيير بين الجهر والإسراء، وهذا القول يروى عن الحكم بن عتيبة وإسحاق بن راهويه وابن أبي ليلى وابن حزم. اعتمد أصحاب هذا القول على الجمع بين أدلة الجهر وأدلة الإسرار.[39]

والراجح أن الجهر والإسرار بالبسملة قد وردا عن النبي، لكن الإسرار بها كان أكثر، قال ابن القيم: «وكان يجهر بـ «بسم الله الرحمن الرحيم» تارة، ويخفيها أكثر مما يجهر بها، ولا ريب أنه لم يكن يجهر بها دائماً في كل يومٍ وليلةٍ خمس مراتٍ أبداً حضراً وسفراً، ويخفى ذلك على خلفائه الراشدين، وعلى جُمهور أصحابه، وأهل بلده في الأعصار الفاضلة، هذا من أمحل المحال حتى يحتاج إلى التشبث فيه بألفاظ مجملةٍ، وأحاديث واهيةٍ، فصحيح تلك الأحاديث غير صريحٍ، وصريحها غير صحيحٍ، وهذا موضع يستدعي مجلّداً ضخماً». أما في غير الصلاة فأكثر القراء يقولون بالجهر بالبسملة، ويروى عن بعضهم إخفاؤها منهم حمزة ونافع وروي عنهما الجهر بها.

### مشروعية البسملة
تشرع البسملة في كل أمرٍ حسنٍ وخاصةً فيما يتعلق بابتداء أفعال العباد، أو فواتح الكتب والرسائل والخطب، قال ابن تيمية: «وتكتب البسملة أوائل الكتب كما كتبها سليمان، وكتبها النبي ﷺ في صلح الحديبية وإلى قيصر وغيره، وتُذكر في ابتداء جميع الأفعال، وعند دخول المنزل وعند الخروج منه للبركة، وهي تطرد الشياطين، وإنما تستحب إذا ابتدأ فعلًا تبعًا لغيرها لا مستقلةٌ فلم تجعل كالهيللة والحمدلة ونحوها». قسم بعض أهل العلم أفعال العباد إلى ثلاثة أقسامٍ، قسمٌ تشرع فيه البسملة، وقسمٌ لا تشرع فيه، وقسمٌ تكره فيه، جاء في الفروق لشهاب الدين القرافي: «أفعال العباد ثلاثة أقسام: منها ما شرعت فيه البسملة، ومنها ما لا تشرع فيه البسملة، ومنها ما تكره فيه، فالأول كالغسل والوضوء والتيمم على الخلاف، وذبح النسك وقراءة القرآن، ومنه مباحات ليست بعبادات كالأكل والشرب والجماع. والثاني: كالصلوات والأذان والحج والعمرة وكالأذكار والدعاء. والثالث: كالمحرمات. لأن الغرض من التسمية حصول البركة في الفعل المبسمل عليه، والحرام لا يراد تكبيره، وكذلك المكروه. وهذه الأقسام تتحصل من تفاريع أبواب الفقه في المذهب، فأما ضابط ما تشرع فيه التسمية من القربات وما لم تشرع فيه فقد وقع البحث فيه مع جماعة من الفضلاء، وعسر تحرير ذلك وضبطه».
تشرع البسملة وهي قول: بسم الله الرحمن الرحيم في عدة مواضعٍ منها: عند قراءة القرآن الكريم، وبخاصة عند الابتداء بأوائل السور باستثناء سورة التوبة، لأنها آيةٌ تنزل مع كل سورةٍ، ولهذا أثبتت في المصاحف مع كل سورةٍ نزلت معها، وإن كانت ليست آيةٌ من السور مطلقًا. كما تشرّع في بداية الكتب والرسائل والخطب والمسائل العلمية، تأسيًا بكتاب الله وبسنة الرسول حيث كان يبتدئ بها في كتبه للملوك كما في كتابه إلى هرقل بقوله: بسم الله الرحمن الرحيم، من محمدٍ رسول الله إلى هرقل عظيم الروم، وكذا كان الأنبياء قبله كما جاء في كتاب سليمان لبلقيس: إنه من سليمان وإنه بسم الله الرحمن الرحيم. درج هذا الفعل في سلف الأمة وخلفها في كتبهم ورسائلهم وخطبهم ومقالاتهم. اختلف العلماء في حكم كتابتها أمام الشعر وفي الشعر، فذهب بعضهم إلى الكراهية والمنع كالشعبي والزهري الذي قال: «مضت السنة ألا يكتبوا في الشعر بسم الله الرحمن الرحيم»، وأجازه آخرون واستدلوا برواية ابن عباس: «اكتب «بسم الله الرحمن الرحيم» أمام الشعر وغيره».
تشرع التسمية وهي قول: بسم الله في مواضع كثيرةٍ جدًا منها: عند الوضوء لقول الرسول: «لا صلاة لمن لا وضوء له، ولا وضوء لمن لم يذكر اسم الله عليه». عند الدخول في المسجد والخروج منه، لقول فاطمة بنت محمد: «كان رسول الله ﷺ إذا دخل المسجد يقول بسم الله والسلام على رسول الله اللهم اغفر لي ذنوبي وافتح لي أبواب رحمتك، وإذا خرج قال: بسم الله والسلام على رسول الله اللهم اغفر لي ذنوبي وافتح لي أبواب فضلك». عند الركوب، وذلك لقول الله: ﴿وَقَالَ ارْكَبُوا فِيهَا بِسْمِ اللَّهِ مَجْرَاهَا وَمُرْسَاهَا إِنَّ رَبِّي لَغَفُورٌ رَحِيمٌ ۝٤١﴾ [هود:41]. عند الذبح وعند الصيد لحديث عدي بن حاتم قال رسول الله: «إذا أرسلت كلبك المعلم وذكرت اسم الله عليه فكل مما أمسك عليك». عند الأكل لقول الرسول: «ياغلام سم الله وكل بيمينك وكل مما يليك». عند الجماع لما رواه ابن عباس عن النبي: «أما إن أحدكم إذا أتى أهله قال: «بسم الله، اللهم جنبنا الشيطان وجنب الشيطان ما رزقتنا، فرزقنا ولدًا لم يضره الشيطان». عند الخروج من البيت لقول النبي: «إذا خرج الرجل من بيته فقال بسم الله توكلت على الله لا حول ولا قوة إلا بالله». في أذكار الصباح والمساء، لقول الرسول: «من قال بسم الله الذي لا يضر مع اسمه شيء في الأرض ولا في السماء وهو السميع العليم ثلاث مرات لم تصبه فجأة بلاء حتى يصبح، ومن قالها حين يصبح ثلاث مرات لم تصبه فجأة بلاء حتى يمسي». عند النوم لقول الرسول: «بسم الله وضعت جنبي». عند دخول الخلاء، لقول الرسول: «ستر ما بين الجن وعورات بني آدم إذا دخل الكنيف أن يقول بسم الله». إذا عثر المرء أو عثرت دابته لقول النبي: «لا تقل تعس الشيطان، فإنك إذا قلت تعس الشيطان تعاظم وقال: بقوتي صرعته، وإذا قلت: بسم الله تصاغر حتى يصير مثل الذباب». عندما يجد المسلم وجعًا في جسده فيشرع له أن يضع يده على موضع الألم ويسمي ويدعو لقول الرسول: «ضع يدك على الذي يألم من جسدك وقل: بسم الله ثلاثًا». عند وضع الميت في قبره، لحديث ابن عمر أن النبي إذا وضع الميت في القبر قال: «بسم الله وعلى سنة رسول الله».
استدل الفقهاء من حديث جابر عن النبي: «إذا استجنح الليل أو كان جنح الليل فكفوا صبيانكم فإن الشياطين تنتشر حينئذ، فإذا ذهب ساعة من العشاء فخلوهم وأغلق بابك، واذكر اسم الله وأطفئ مصباحك واذكر اسم الله وأوك سقاءك واذكر اسم الله عليه، وخمر إنائك واذكر اسم الله ولو تعرض عليه شيئًا». أنه يشرع للمسلم ذكر اسم الله في جميع أحواله تبركًا وتيمنًا واستعانة. لا تسن البسملة قبل دعاء القنوت في الوتر لخلو أكثر الأحاديث الواردة في دعاء الوتر في كتب الصحاح، كما لا تسن البسملة عند ابتداء التشهد، وتحرم قراءة البسملة للجنب على المشهور بين العلماء لأنها آيةٌ من القرآن.

## فضل البسملة
- روى سليمان بن بريدة عن أبيه أنَّ الرسول قال: «أُنزلت عليَّ آيةٌ لم تنزل على نبي غير سليمان بن داود وغيري وهي: بسم الله الرحمن الرحيم».[49]
- روى جابر بن عبد الله أن النبي قال: «لما نزلت بسم الله الرحمن الرحيم هرب الغيم إلى المشرق، وسكنت الرياح، وهاج البحر، وأصغت البهائم بآذانها، ورجمت الشياطين، وحلف الله بعزته وجلاله أن لا يسمى اسمه على شيء إلا بارك فيه».[50]
- قال عبد الله بن مسعود: «من أراد أن ينجيه الله تعالى من الزبانية التسعة عشر، فليقرأ بسم الله الرحمن الرحيم فإنها تسعة عشر حرفًا، ليجعل الله كل حرفٍ منها جنةً من واحدٍ منهم».[49]
- روى أبو هريرة قال: قال رسول الله ﷺ: «كل كلام أو أمر ذي بال لا يفتح بذكر الله فهو أبتر أو قال أقطع».[ا][وب 11]
- روي عن عثمان بن عفان أنه سأل رسول الله عن بسم الله الرحمن الرحيم فقال: «هو اسم من أسماء الله، وما بينه وبين اسم الله الأكبر إلّا كما بين سواد العين وبياضها من القرب».[51]
- روي عن علي بن أبي طالب أنه قال في قوله بسم الله الرحمن الرحيم: «بسم الله إنه شفاءٌ من كل داءٍ، وعونٌ على كل دواءٍ. وأما الرحمن فهو عونٌ لكل من آمن به، وهو اسمٌ لم يسمّ به غيره. وأما الرحيم فهو لمن تاب وآمن وعمل صالحًا».[52]
- روى الخطيب البغدادي عن أنس بن مالك مرفوعًا: «من رفع قرطاسا من الأرض فيه بسم الله الرحمن الرحيم، إجلالاً لله عزّ وجلّ أن يداس، كتب عند الله من الصديقين».[53]

## البسملة في الخط العربي

البسملة مكتوبة بأربع خطوط تمثل مراحل تطور الخط العربي، ويظهر جليًا مراحل إضافة التنقيط والإعجام.

كان لانتشار الإسلام في مشرق الأرض ومغربها أثرٌ كبيرٌ في تطوّر الخط العربي، كما كان لدخول أقوامٍ كثيرةٍ فيه عاملٌ مكملٌ لازدهار فنون الخط العربي، وسعي كل قومٍ وكل قُطرٍ إلى أن يميِّز نفسه بخطٍ معينٍ. كما كان لاتباع الفنان المسلم لما حضّ عليه القرآن والأحاديث النبوية من تحريم وكراهية الرسم والنحت لذوات الأرواح، في انتشار تأييدٍ واسعٍ للخط والكتابة. كان لكتابة لفظ الجلالة أو البسملة اهتمامٌ كبيرٌ بين الخطاطين، وقد تعدى هذا الاهتمام من مجرد الكتابة إلا ابتكار الأشكال والإبداعات الخطية. يعد الخطاط خطاطًا ماهرًا إذا كان متقنًا لميزان البسملة، ولا سيما في خط الثلث وخط النسخ، وقد بذل الخطاطون المجودون جهودًا كبيرةً في تطوير ميزان البسملة. وللبسملة أثرٌ في الخطاطين، فالمعلمون يتخذون من البسملة منهاجًا منذ بدء التدريس على مدى قرونٍ، حتى وصلت أعلى درجات الجمال والإبداع، ساهمت أكثر من حضارةٍ في تلك الجهود متأثرين بقداسة وعظمة القرآن الكريم. يعتقد الخطاطون بالبسملة خيرًا، ويعدونها فاتحة خيرٍ وتسهيل مهمة تعليم الخط، ومفتاح تيسير الأمور والفتح والنصر، وكان الخطاطون ومازالوا يمشقون البسملة بعد صلاة الفجر مستبشرين بافتتاح يومٍ مباركٍ جديدٍ متأثرين بوقت الفجر، وهذا يوضّح تأثير القرآن في الخطاطين، وحثّهم على الإبداع والتفوق، ومما زاد من اهتمام الخطاطين بكتابة البسملة وتجويدها اطلاعهم على بعض الأحاديث عن النبي في فضل كتابة البسملة. تعد البسملة بمثابة إجازةٍ لمرور الخطاط لعالم فنون الخط العربي الإسلامي، بدأ بكتابتها الخطاط ابن مقلة قبل أكثر من ألف عامٍ، ولا زال الخطاطون حتى الآن يتنافسون في كتابة حروف وتكوين البسملة بمختلف الأنواع والأشكال التي تجاوزت في تعدادها مئات الأنوع والأشكال، شملت كل الخطوط والفنون، وتنوعت ما بين خط الثلث والديواني وجلي الثلث والمحقق وجلي الديواني والكوفي بأنواعه كافةً، والمزخرف والخط الحر والهندسي وغيرها.

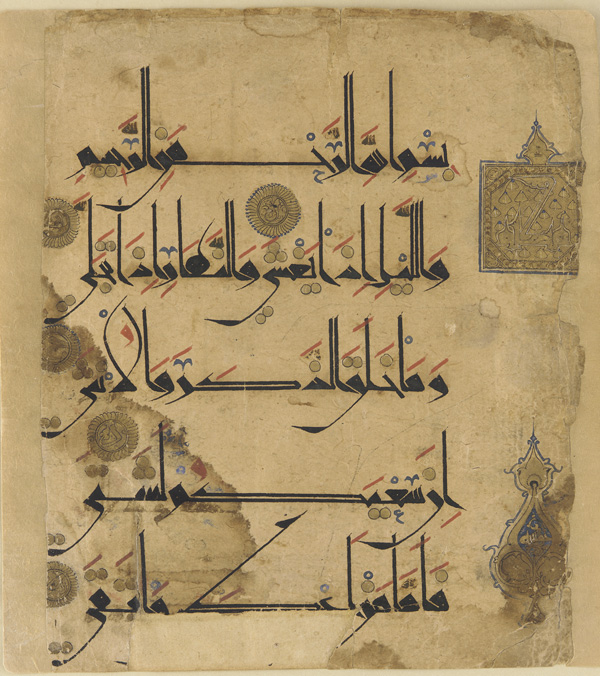
سورة الليل بالخط الكوفي من مصحف مكتوب في القرن الحادي عشر الميلادي، وتظهر فيه البسملة في بداية السورة.

شكلت البسملة مادةً مهمةً في التأليف والدراسات وأبحاث تطور الخط العربي، يقول محمد إسماعيل بغدادي: «وقد وقع نظري على كتابٍ تركيٍ قد جمع بين دفتيه مئاتٍ من أشكال الخطّ المتنوعة لكتابة البسملة وقد سمَّاه المؤلف بحديقة البسملة (The Garden Of Besmelah)». وأفردَ الخطاط المكي محمد طاهر الكردي قسمًا في كتابه تاريخ الخط العربي وآدابه أسماه البسملة وكتابتها الآن وقبل خمسمئة سنة، وجاء في دراسته بمقارنة بين البسملات التي كتبها أبو العباس القلقشندي في كتابه صبح الأعشى وبين البسملات التي كتبها الخطاط العثماني أحمد قره حصاري، خرج الباحث إلى أن هناك فرقًا كبيرًا بين الكتابة في زمن القلقشندي «ت 821 هـ» وبين الكتابة الآن، أبرز الفروق: وجد لكتابة الرحمن والرحيم ثماني صور وللحاء أربع صورٍ وللألف واللام والراء ست صور، كما أنه لا أثر للميم والنون في الرحمن ولا أثر للراء في الرحمن الرحيم ولا أثر لسنة الياء في الرحيم، في حين أن قواعد التشكيل موافقةٌ للقواعد التشكيلية في هذا العصر. بينما البسملات عند حصاري «ت 963 هـ» كانت كلها متصلةٌ بعضها ببعض، وكان حسن الخط والتشكيل ظاهرٌ فيها، في كلمة بسم كانت الكتابة بسنةٍ واحدةٍ والياء في الرجيم لا سنة لها على خلاف قواعد الكتابة الآن. ساهمت البسملة في حفظ بعض الخطوط من الانقراض، كما وساهمت في إبقاء بعض الخطوط قيد الاستعمال رغم إهمالها وقلة استخدامها، من ذلك الخط الكوفي الذي ظل مستخدمًا حتى القرن الحادي عشر الميلادي، وكان الخط الرسمي لكتابة المصاحف، عندما حل خط النسخ بديلًا عنه في كتابة المصاحف قل استخدام هذا الخط، ولكنه حفظ عندما بقيت البسملة في المصاحف مكتوبةً بالخط الكوفي. كان خط الطغراء الخط المستعمل توقيعًا وختمًا في البراءات والفرمنات السلطانية، لكن بزوال الدولة العثمانية تضاءل استعمال هذا الخط كثيرًا جدًا، لكن الخطاطين ما زالوا يكتبون البسملة به من باب حفظ الأثر ويعدونه من بدائع الخط العربي.

## البسملة في المسيحية

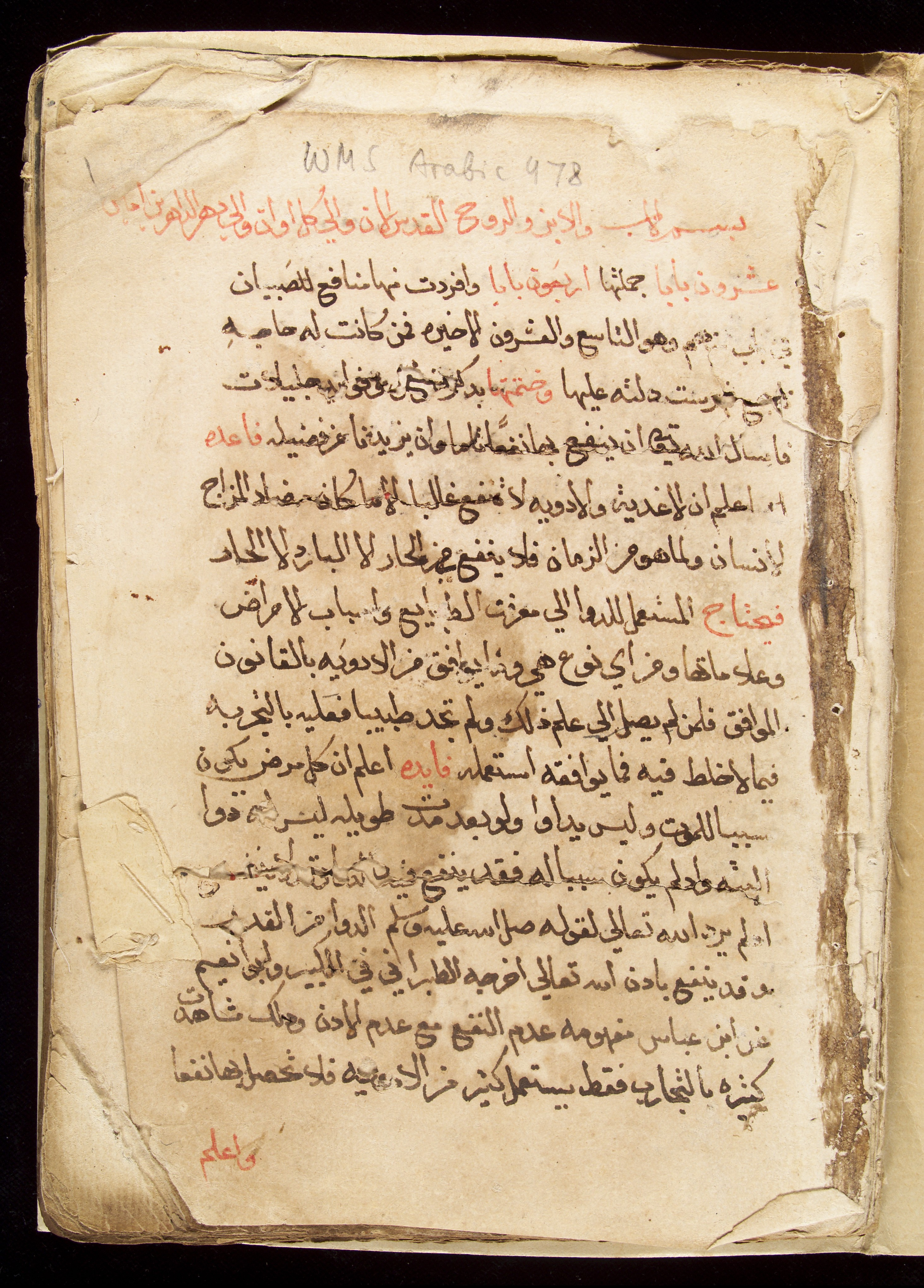
البسملة المسيحية

استخدم المسيحيون العرب عبارة البسملة في إشارة لعقيدة التثليث، وأخذت عدة تسمياتٍ كالبسملة المسيحية أو البسملة الأنطاكية السريانية. من صيغاتها: «بسم الآب والابن والروح القدس إله واحد يا رب ارحم يا رب بارك آمين». وهي باللغة القبطية تعني باسم، وهي بداية البسملة المسيحية، وفي الطقس القبطي هناك 3 نصوص ليتورجية للبسملة: الأول: «باسم الآب والابن والروح القدس». يُستخدم هذا النص في الرشم بالميرون المقدس بعد المعمودية. الثاني: «باسم الآب والابن والروح القدس الثالوث القدوس المساوي». ويُستخدم في التماجيد، وكذلك في مقدمة الطرح الواطس، معناها: نسجد للآب الصالح وابنه يسوع المسيح والروح القدس المعزي الثالوث القدوس المساوي. الثالث: «باسم الآب والابن والروح القدس، الإله الواحد». وهو أكثر النصوص انتشارًا، ويُستخدم في صلوات المعمودية والخطوبة والأكاليل والقداسات. أي أن البسملة إما أن تذكر أقانيم الثالوث القدوس فحسب دون أيَّة إضافة بعدها، أو تذكر الثلاثة أقانيم مضافًا إليها إما عبارة الثالوث القدوس المساوي أو الإله الواحد.
يقول السريان الأنطاكيون أنهم استعملوا البسملة دلالةً على الثالوث الإلهي في المسيحية قرابة ستمائة سنةٍ قبل الإسلام، فكانوا ينطقون: «ܒܫܡ ܐܠܗܐ ܪܚܡܢܐ ܘܪܚܝܡܐ» كما يأتي: "يشم ألوهه رحمانو ورحيمو". كلمة «بسم» كان السريان الأنطاكيون ينطقونها بشم، وحرف الشين يقابله حرف السين في اللغة العربية، ويفسرونها بما يلي: ألوه هو الاسم العبري للذات الإلهية، رحيمو هو الروح القدس، اللهم هو أقرب اسم عربي لـ إيلوهيم وهذا الاسم جاء في بداية العهد القديم الذي يبدأ ببرخو مشيخو اعليخو ملفونو.

## معرض الصور

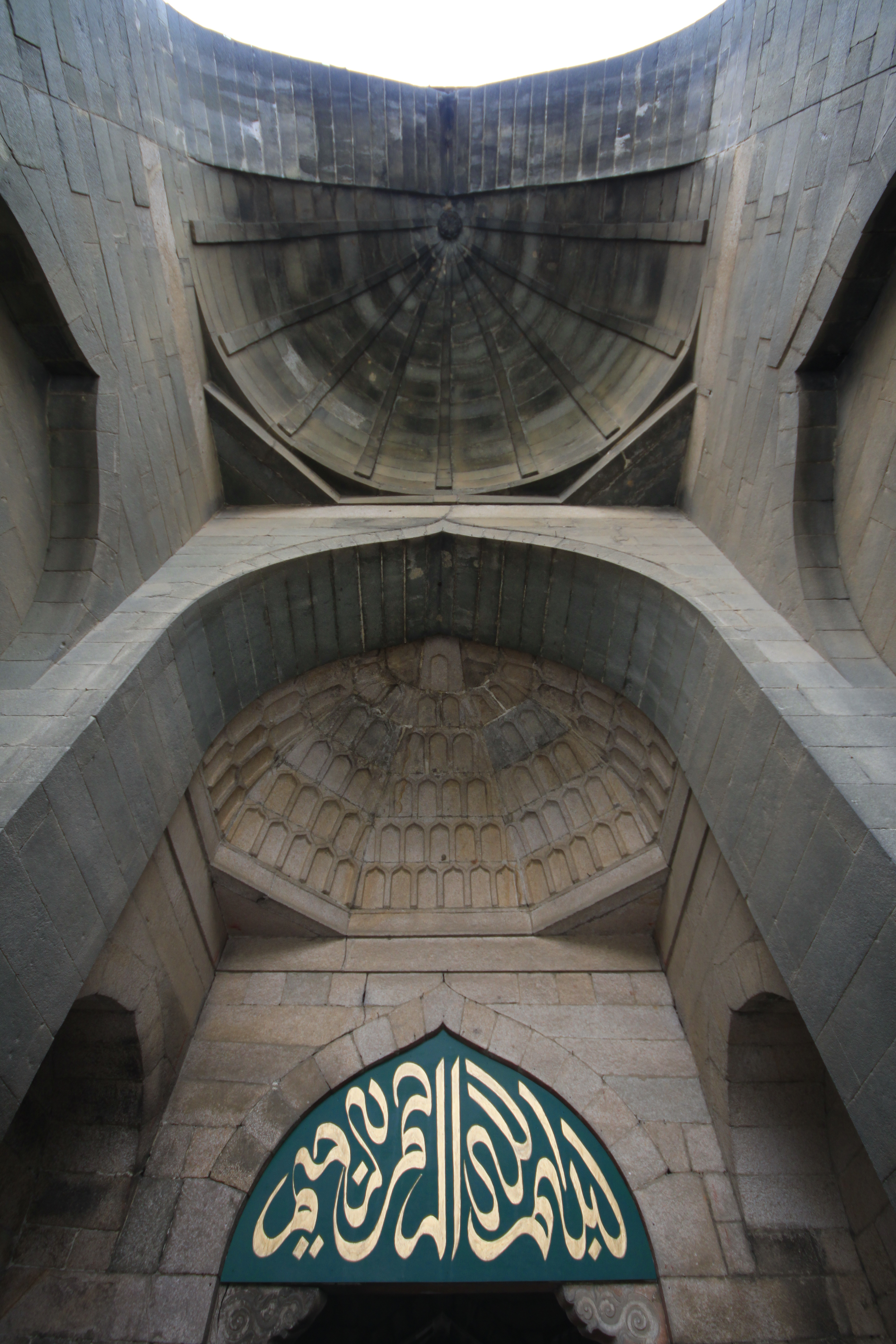
بسملة على أحد مقابر الصين.
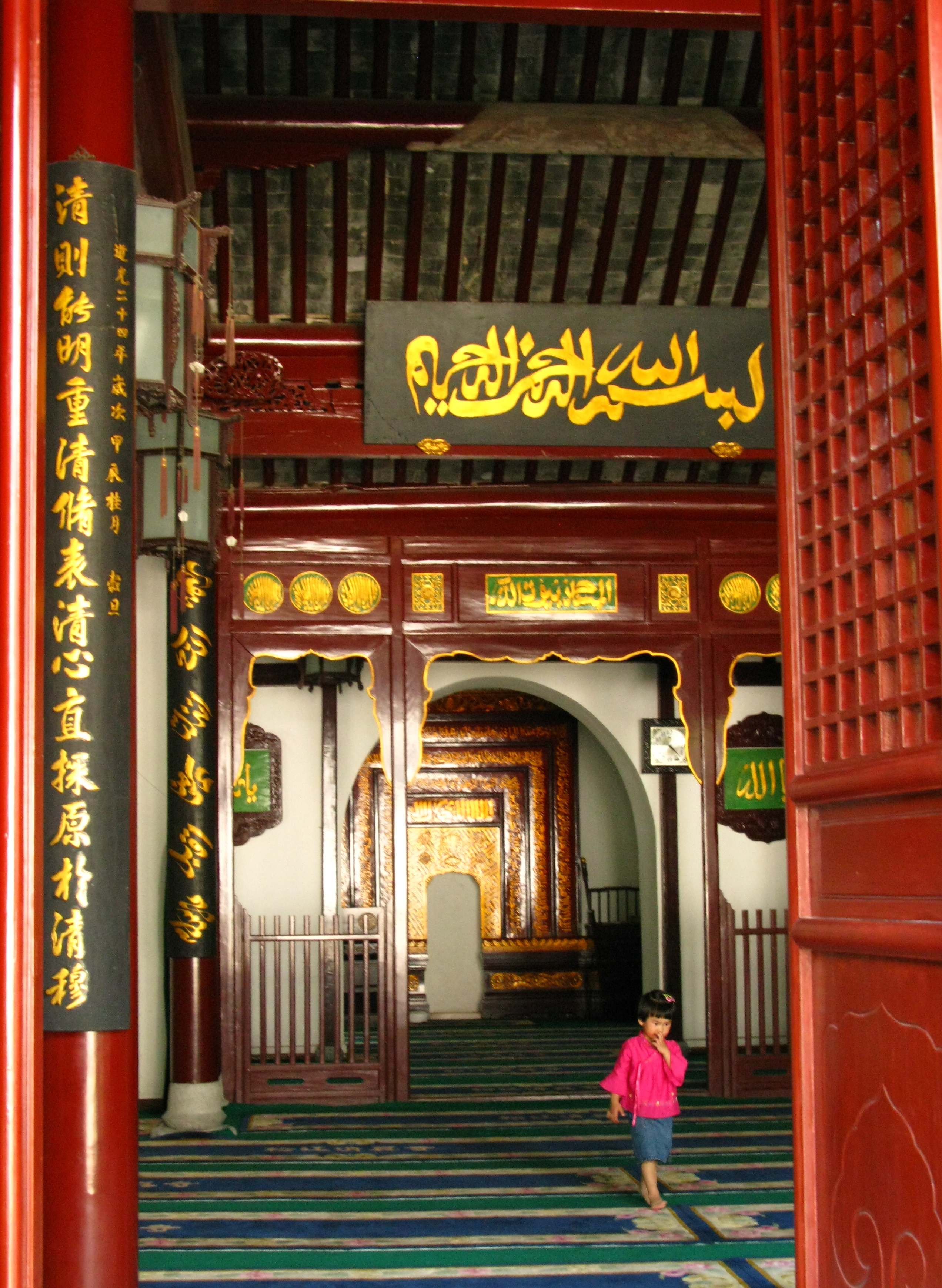
بسملة بالخط الصيني في شنغهاي.
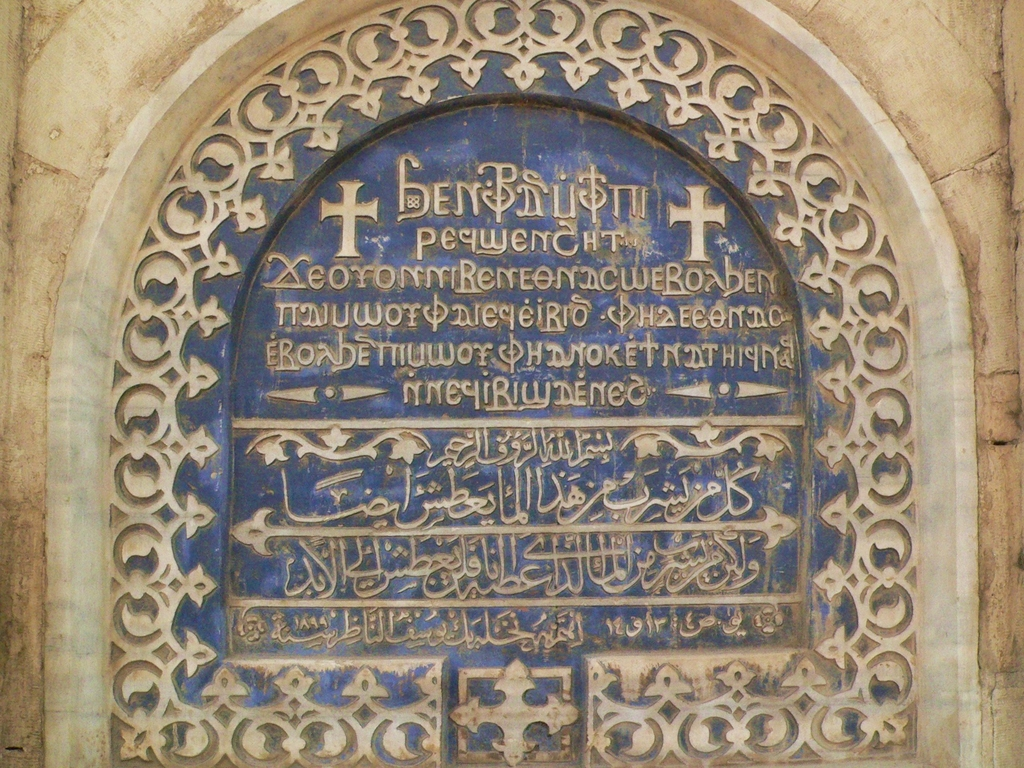
«بسم الله الرؤوف الرحيم» مكتوبة على سبيل قبطي.
بسملة بالخط الكوفي المربع.
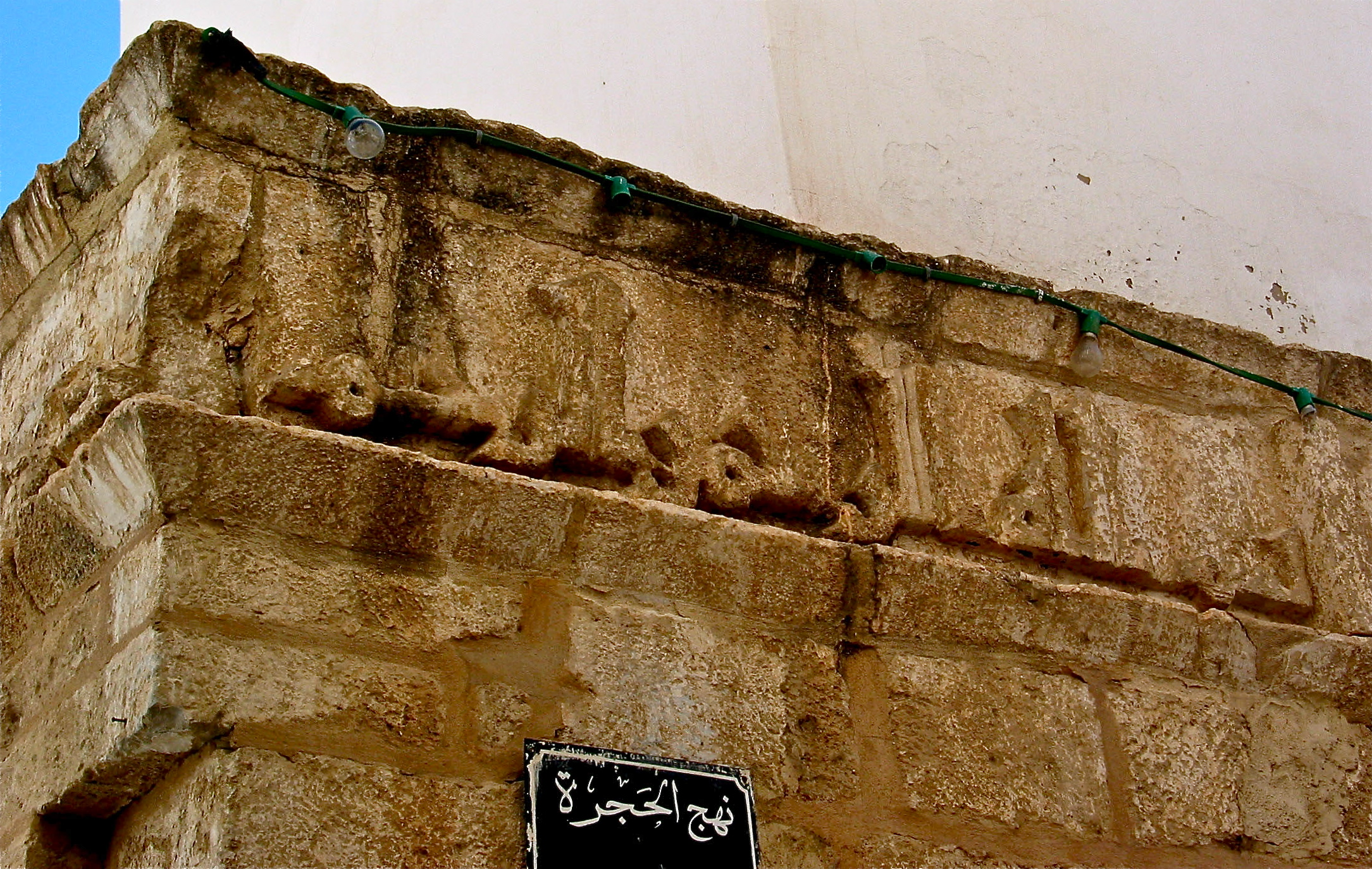
بسملة منحوتة في جدار أحد مساجد سوسة.
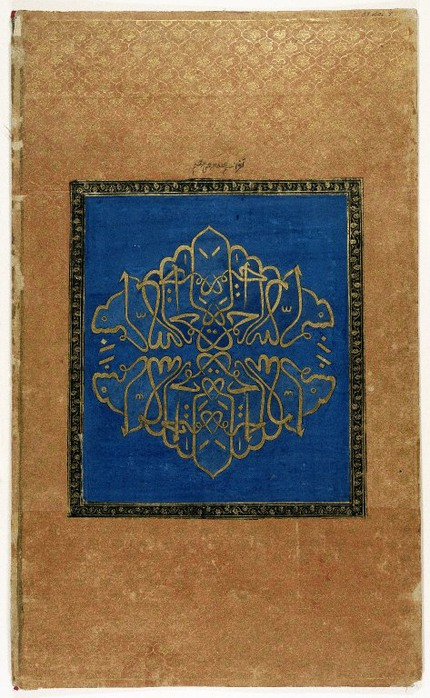
بسملة في حيدر آباد الهندية.
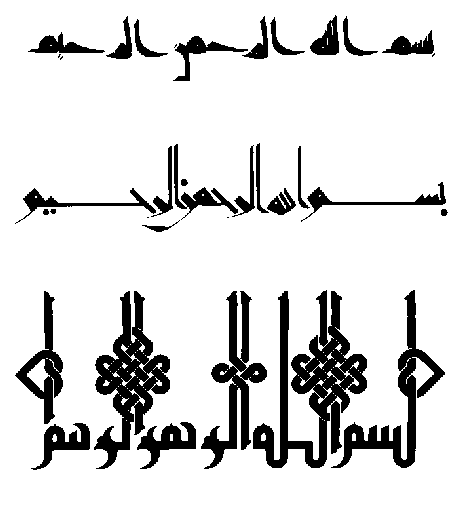
نماذج من البسملة بتفرعات الخط الكوفي.
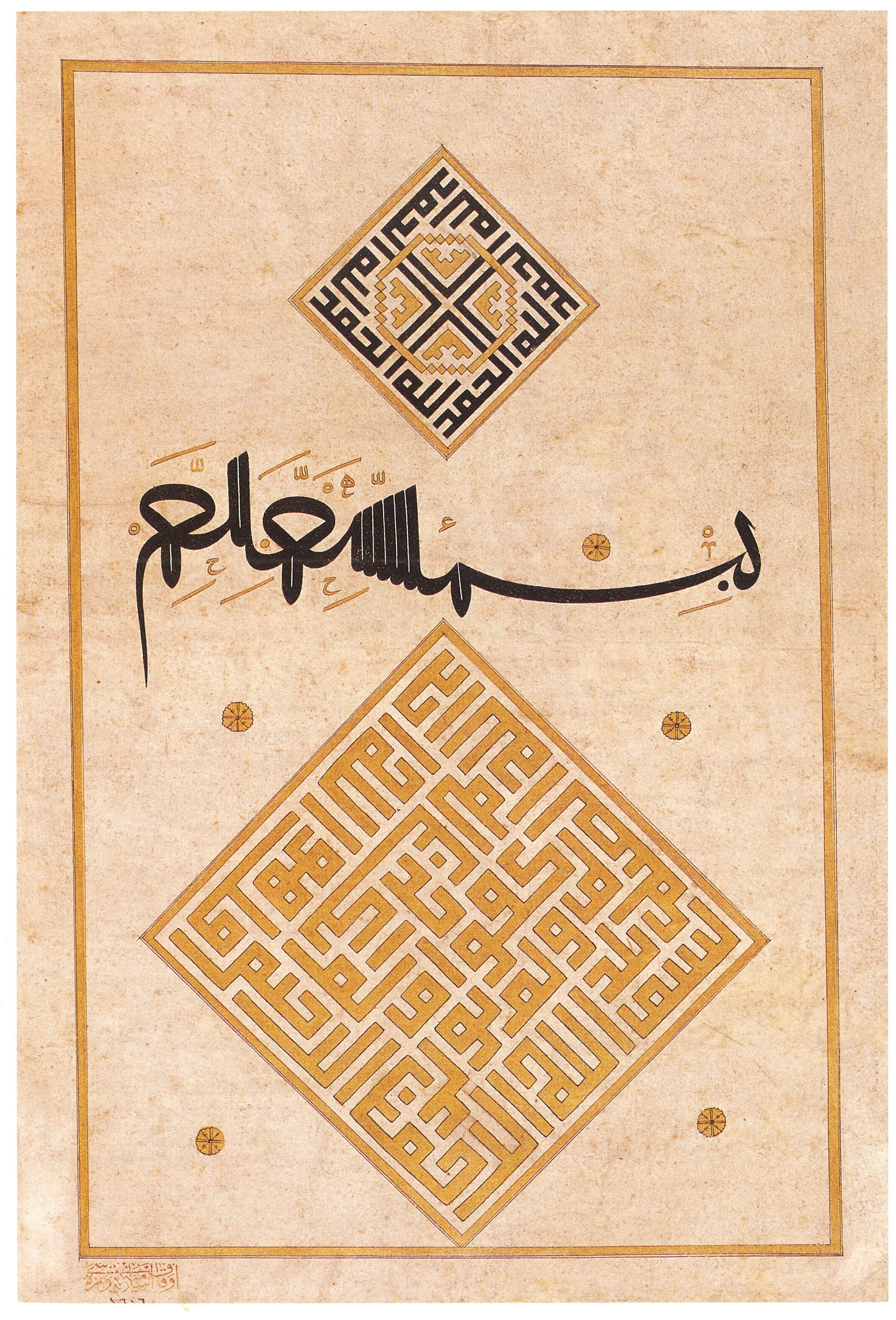
البسملة مكتوبه بخط موصول.
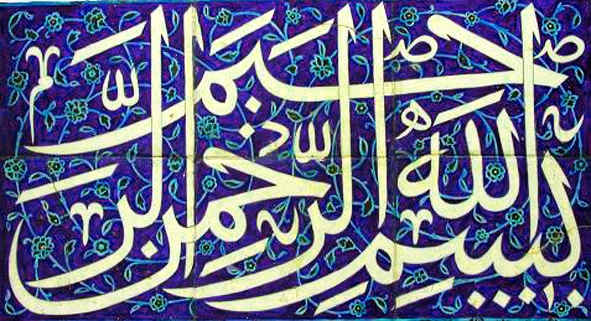
البسملة مكتوبة على بلاطة في سوريا.

## هوامش
1. ↑  رُوي الحديث بألفاظ أخرى عند أصحاب السنن والمسانيد. وفيه علتان الأولى: ضعف قرة بن عبد الرحمن، الثانية: أنه قد رجح بعض أهل العلم أن الصواب فيه عن الزهري مرسلا، والمرسل من أقسام الحديث الضعيف. وضعفه الزيلعي والشيخ الألباني، وحَسَّن الحديث أو صححه جماعة من العلماء، فقد حسنه النووي وابن حجر، وصححه ابن دقيق العبد وابن الملقن. وقال ابن باز: والأقرب أنه من باب الحسن لغيره. جاء في الموسوعة الفقهية: اتفق أكثر الفقهاء على أن التسمية مشروعة لكل أمر ذي بال عبادة أو غيرها.

### الإحالات
منشورات
1. ↑  السيوطي (2010)، ص. 23.
2. ↑  القاري (2013)، ص. 23.
3. ↑  نصر (1999)، ص. 219-220.
4. 1 2  ابن عاشور (1984)، ج. 1، ص. 137.
5. ↑  البهنسي (1995)، ص. 14.
6. ↑  المارغني (1995)، ص. 185.
7. ↑  السبحاني (2011)، ص. 197.
8. 1 2  السيوطي (2011)، ص. 354.
9. ↑  الآلوسي (1994)، ج. 10، ص. 190.
10. ↑  اللكنوي (2002)، ص. 12-13.
11. ↑  الأسمر (1997)، ص. 410.
12. ↑  العكبري (1976)، ص. 3.
13. ↑  يوسف (2015)، ص. 135-136.
14. ↑  الزهراني (2007)، ص. 145.
15. ↑  رضا (1990)، ص. 33.
16. ↑  السعدي (2001)، ص. 39.
17. ↑  الحفيان (2001)، ص. 163.
18. ↑  [أ] ابن الجزري (2014)، ص. 659.
[ب] النشار (2001)، ص. 27.
[جـ] النعمة (2008)، ص. 69.
19. 1 2  النشار (2011)، ص. 72.
20. ↑  اللكنوي (2002)، ص. 24.
21. ↑  ابن تيمية (1987)، ج. 2، ص. 182.
22. ↑  اللاحم (1999)، ص. 105.
23. ↑  اللاحم (1999)، ص. 107.
24. ↑  اللاحم (1999)، ص. 112.
25. ↑  أبو داود (2009)، ج. 2، ص. 91.
26. ↑  اللاحم (1999)، ص. 116.
27. ↑  اللاحم (1999)، ص. 125-126.
28. ↑  القرطبي (1935)، ج. 8، ص. 62-63.
29. ↑  البقاعي (1987)، ج. 1، ص. 142.
30. ↑  عليان (2008)، ص. 31.
31. ↑  القرني (1991)، ص. 173.
32. ↑  الصابوني (1980)، ج. 1، ص. 19.
33. ↑  الرازي (2000)، ج. 1، ص. 103.
34. ↑  السيوطي (2010)، ص. 25-28.
35. ↑  اللاحم (1999)، ص. 118.
36. ↑  الصابوني (1980)، ج. 1، ص. 53.
37. 1 2 3  اللاحم (1999)، ص. 137.
38. ↑  اللاحم (1999)، ص. 147.
39. ↑  الزيلعي (1997)، ج. 1، ص. 327.
40. ↑  ابن القيم (2019)، ج. 1، ص. 228.
41. ↑  اللكنوي (2002)، ص. 125-167.
42. ↑  اللاحم (1999)، ص. 299.
43. ↑  ابن تيمية (1987)، ج. 5، ص. 333.
44. ↑  القرافي (1998)، ج. 1، ص. 239.
45. ↑  النملة (1996)، ج. 1، ص. 19.
46. ↑  القيرواني (1981)، ج. 2، ص. 309.
47. ↑  [أ] بصفر (2006)، ص. 19-24.
[ب] الموسوعة الفقهية (2006)، ج. 8، ص. 83.
48. ↑  اللكنوي (2002)، ص. 180-185.
49. 1 2  بصفر (2006)، ص. 18.
50. ↑  السيوطي (1995)، ج. 1، ص. 49.
51. ↑  السيوطي (2000)، ج. 1، ص. 381.
52. ↑  القرطبي (1935)، ج. 1، ص. 106.
53. ↑  اللكنوي (2002)، ص. 15.
54. ↑  الجميلي (2010)، ص. 315-316.
55. ↑  الكردي (1939)، ص. 140.
56. ↑  شوحان (2001)، ص. 52.
57. ↑  شوحان (2001)، ص. 63.

وب
1. 1 2  "فتوى: 97485 - مواضع مشروعية البسملة وكراهتها وتحريمها". إسلام ويب. 4 يوليو 2007. مؤرشف من الأصل في 2020-10-27. اطلع عليه بتاريخ 2024-06-03.
2. ↑  فرهاد ديو سالار (7 يناير 2010). "ظاهرة النحت في اللغة العربية". ديوان العرب. مؤرشف من الأصل في 2016-12-20. اطلع عليه بتاريخ 2024-06-03.
3. ↑  محمد السيد علي بلاسي (26 أكتوبر 2010). "النحت في اللغة العربية". الألوكة. مؤرشف من الأصل في 2017-09-29. اطلع عليه بتاريخ 2024-06-03.
4. ↑  عبد الرحمن الأهدل. "نخبة من إعراب القرآن". الأهدل: روض الشعر والنثر. مؤرشف من الأصل في 2017-02-27. اطلع عليه بتاريخ 2024-06-03.
5. ↑  محمد بن صالح المنجد (23 نوفمبر 2001). "سؤال 21722: تفسير البسملة ، وحكم افتتاح القراءة بها". إسلام سؤال وجواب. مؤرشف من الأصل في 2023-06-02. اطلع عليه بتاريخ 2024-06-03.
6. ↑  "هل البسملة جزء من السورة". مركز آل البيت العالمي للمعلومات. مؤرشف من الأصل في 2018-04-16. اطلع عليه بتاريخ 2016-02-14.
7. ↑  "فتوى 2243: الحكمة من ترك البسملة أول سورة براءة". إسلام ويب. 18 ديسمبر 1999. مؤرشف من الأصل في 2016-11-22. اطلع عليه بتاريخ 2024-06-03.
8. ↑  محمد بن عبدالعزيز الخضيري (25 أغسطس 2014). "علم المناسبات في القرآن". موقع الدكتور محمد بن عبدالعزيز الخضيري. مؤرشف من الأصل في 2018-10-15. اطلع عليه بتاريخ 2024-06-04.
9. ↑  "تفسير القرآن الكريم » سورة الفاتحة: المبحث الثالث: الناحية الأولى - الخط". هدى القرآن. 27 أغسطس 2008. مؤرشف من الأصل في 2016-11-24. اطلع عليه بتاريخ 2016-11-24.
10. ↑  عبد الله بن حمود الفريح (15 أبريل 2015). "مواضع تشرع فيها البسملة وجوبا أو استحبابا". الألوكة. مؤرشف من الأصل في 2017-09-25. اطلع عليه بتاريخ 2024-06-07.
11. ↑  "سؤال 146079: حديث (كل أمرٍ لا يبدأ فيه بذكر الله فهو أبتر)". الإسلام سؤال وجواب. 21 أبريل 2010. مؤرشف من الأصل في 2016-11-24. اطلع عليه بتاريخ 2024-06-07.
12. ↑  "فتوى 33103: حكم نحت ونصب تمثال ناقص الصورة". إسلام ويب. 4 يونيو 2003. مؤرشف من الأصل في 2016-11-23. اطلع عليه بتاريخ 2024-06-07.
13. ↑  محمد إسماعيل بغدادي. "أضواء خاطفة على طبيعة الخط العربي ونشوئه وتطوّره". المجلس الدولي للغة العربية. مؤرشف من الأصل في 23-11-2016. اطلع عليه بتاريخ 07-06-20204. {{استشهاد ويب}}: تحقق من التاريخ في: |تاريخ الوصول= (مساعدة)
14. ↑  "قاموس المصطلحات الكنسية: البسملة المسيحية". الأنبا تكلا هيمانوت. مؤرشف من الأصل في 2017-09-05. اطلع عليه بتاريخ 2024-06-05.

### معلومات المنشورات كاملة
الكتب
- القرطبي (1935)، الجامع لأحكام القرآن، والمبين لما تضمنه من السنة وآي الفرقان: تفسير القرطبي، القاهرة: دار الكتب والوثائق القومية، OCLC:17965928، QID:Q115683910{{استشهاد}}:  صيانة الاستشهاد: ref duplicates default (link)
- محمد طاهر الكردي (1939)، تاريخ الخط العربي وآدابه (ط. 1)، القاهرة: المطبعة التجارية الحديثة، OCLC:236008880، QID:Q125760846
- أبو البقاء العكبري (1976)، التبيان في إعراب القرآن، تحقيق: علي محمد البجاوي، القاهرة: مطبعة عيسى البابي الحلبي وشركائه، OCLC:956878628، QID:Q125898908
- محمد علي الصابوني (1980)، روائع البيان تفسير آيات الأحكام (ط. 3)، بيروت: مكتبة الغزالي، OCLC:4771099305، QID:Q119076903
- ابن رشيق القيرواني (1981)، العمدة في محاسن الشعر وآدابه، تحقيق: محمد محيي الدين عبد الحميد (ط. 5)، بيروت: دار الجيل للطبع والنشر والتوزيع، OCLC:468762187، QID:Q114757242
- محمد الطاهر بن عاشور (1984)، التحرير والتنوير من التفسير، تونس: الدار التونسية للنشر، OCLC:11603545، QID:Q115641984
- ابن تيمية (1987)، الفتاوى الكبرى لابن تيمية، تحقيق: محمد عبد القادر عطا، مصطفى عبد القادر عطا، عبد السميع محمد أحمد حسنين (ط. 1)، بيروت: دار الكتب العلمية، OCLC:1075751333، QID:Q115910708{{استشهاد}}:  صيانة الاستشهاد: ref duplicates default (link)
- برهان الدين البقاعي (1987)، مصاعد النظر للإشراف على مقاصد السور، الرياض: مكتبة المعارف للنشر والتوزيع، OCLC:236043522، QID:Q126115965
- أبو عبد الله الحاكم النيسابوري (1990)، المستدرك على الصحيحين، تحقيق: مصطفى عبد القادر عطا، بيروت: دار الكتب العلمية، OCLC:24112324، QID:Q120985031
- محمد رشيد رضا (1990)، تفسير القرآن الحكيم المسمى تفسير المنار، القاهرة: الهيئة المصرية العامة للكتاب، OCLC:4771048558، QID:Q125897123
- أبو الثناء الآلوسي (1994)، روح المعاني في تفسير القرآن العظيم والسبع المثاني، تحقيق: علي عبد الباري عطية، بيروت: دار الكتب العلمية، OCLC:35285917، QID:Q125898701
- جلال الدين السيوطي (1995)، تدريب الراوي في شرح تقريب النواوي، تحقيق: نظر محمد الفاريابي (ط. 2)، الرياض: مكتبة الكوثر، OCLC:4771426043، QID:Q126127776
- إبراهيم المارغني (1995)، النجوم الطوالع علي الدرر اللوامع في أصل مقرأ الإمام نافع، بيروت: دار الفكر للطباعة والنشر والتوزيع، OCLC:4770478788، QID:Q125873149
- عفيف البهنسي (1995)، معجم مصطلحات الخط العربي والخطاطين (ط. 1)، بيروت: مكتبة لبنان ناشرون، OCLC:33203363، QID:Q125601141
- عبد الكريم النملة (1996)، إتحاف ذوي البصائر بشرح روضة الناظر (ط. 1)، الرياض: دار العاصمة، OCLC:1003075262، QID:Q125913272
- جمال الدين الزيلعي (1997)، نصب الراية، بيروت: مؤسسة الريان، QID:Q126392472
- راجي الأسمر (1997)، المعجم المفصل في علم الصرف، الخزانة اللغوية (8)، مراجعة: إميل يعقوب، بيروت: دار الكتب العلمية، OCLC:452032933، QID:Q125902827
- شهاب الدين القرافي (1998). الفروق أو أنوار البروق في أنواء الفروق (ط. 1). بيروت: دار الكتب العلمية. ISBN:978-2-7451-0057-3. OCLC:957007313. OL:52272907M. QID:Q125912403.
- سليمان بن إبراهيم بن عبد الله اللاحم (1999)، اللباب في تفسير الاستعاذة والبسملة وفاتحة الكتاب (ط. 1)، الرياض: دار المسلم، OCLC:46767804، QID:Q125896843
- محمد مكي نصر (1999)، نهاية القول المفيد في علم التجويد، تحقيق: طه عبد الرؤوف سعد (ط. 1)، القاهرة: مكتبة الصفا، QID:Q125870344
- فخر الدين الرازي (2000)، مفاتيح الغيب: تفسير فخر الدين الرازي (ط. 3)، بيروت: دار إحياء التراث العربي، OCLC:1158766639، QID:Q115728260
- جلال الدين السيوطي (2000). الحاوي للفتاوي: في الفقه وعلوم التفسير والحديث والاصول والنحو والاعراب وسائر الفنون. تحقيق: عبد اللطيف حسن عبد الرحمن (ط. 1). بيروت: دار الكتب العلمية. ISBN:978-2-7451-3088-4. OCLC:48776299. QID:Q126118588.
- أحمد شوحان (2001)، رحلة الخط العربي من المسند إلى الحديث، دمشق: اتحاد الكتاب العرب، OCLC:48978568، QID:Q125913942
- أحمد محمود عبد السميع الحفيان (2001). أشهر المصطلحات في فن الأداء وعلم القراءات: ويليه، متن الدرة المضية في القراءات الثلاثة المتممة للعشرة لابن الجوزي (ط. 1). بيروت: دار الكتب العلمية. ISBN:978-2-7451-3254-3. OCLC:56151569. OL:45457927M. QID:Q125903320.
- عمر بن قاسم النَّشَّار (2001). المكرر في ما تواتر من القراءات السبع وتحرر: ويليه موجز في ياءات الإضافة بالسور (PDF). تحقيق: أحمد محمود عبد السميع الشافعي الحفيان. بيروت: دار الكتب العلمية. ISBN:978-2-7451-3166-9. OCLC:48570029. OL:12601960M. QID:Q125904028.
- عبد الرحمن بن ناصر السعدي (2001)، تيسير الكريم الرحمن في تفسير كلام المنان، تحقيق: عبد الرحمن بن معلا اللويحق (ط. 1)، الرياض: مكتبة العبيكان، OCLC:236014156، QID:Q124349792
- عبد الحي اللكنوي (2002)، إحكام القنطرة في أحكام البسملة، مؤلفات مجدد المئة الثالثة عشرة الهجرية، تحقيق: صلاح محمد سالم أبو الحاج (ط. 1)، عَمَّان: مؤسسة الرسالة، دار البشير (الأردن)، OCLC:50987667، QID:Q125912329
- مجموعة من المؤلفين (2006). الموسوعة الفقهية (ط. 2). مدينة الكويت: وزارة الأوقاف والشؤون الإسلامية. ISBN:978-977-5353-01-6. OCLC:949444838. QID:Q117450103.
- عبد الله بن علي بصفر (2006)، تأملات في سورة الفاتحة (ط. 2)، جدة: دار نور المكتبات، OCLC:4771034826، QID:Q125869821
- أبو داود (2009)، سنن أبي داود، تحقيق: شعيب الأرنؤوط، محمد كامل قره بللي (ط. 1)، دمشق: دار الرسالة العالمية، OCLC:500612923، QID:Q115743500{{استشهاد}}:  صيانة الاستشهاد: ref duplicates default (link)
- جلال الدين السيوطي (2010)، ميزان المعدلة في شأن البسملة، تحقيق: راشد بن عامر الغفيلي العجمي، بيروت: دار البشائر الإسلامية، QID:Q125738619
- عمر بن قاسم النَّشَّار (2011)، البدور الزاهرة في القراءات العشر المتواترة، سلسلة إصدارات وزارة الأوقاف والشؤون الإسلامية (16)، تحقيق: أحمد عيسى المعصراوي (ط. 2)، مدينة الكويت: دار النوادر، وزارة الأوقاف والشؤون الإسلامية، QID:Q125905050
- جعفر السبحاني (2011). الإنصاف في مسائل دام فيها الخلاف (ط. 2). قم: مؤسسة الإمام الصادق. ISBN:978-964-357-472-7. QID:Q125738975.
- جلال الدين السيوطي (2011)، تفسير الدر المنثور في التفسير بالمأثور، بيروت: دار الفكر للطباعة والنشر والتوزيع، QID:Q117742927
- الملا علي القاري (2013). المسألة في البسملة (ط. 1). دبي: دائرة الشؤون الإسلامية والعمل الخيري. ISBN:978-9948-499-62-6. OCLC:1103750185. QID:Q125872920.
- ابن الجزري (2014). النشر في القراءات العشر. تحقيق: السالم محمد محمود الشنقيطي. المدينة المنورة: مجمع الملك فهد لطباعة المصحف الشريف. ISBN:978-603-8148-64-8. OCLC:957285118. QID:Q125899042.{{استشهاد بكتاب}}:  صيانة الاستشهاد: ref duplicates default (link)
- ابن قيم الجوزية (2019)، زاد المعاد في هدي خير العباد، آثار الإمام ابن قيم الجوزية وما لحقها من أعمال (30)، مراجعة: سليمان بن عبد الله العمير، عبد الرحمن بن صالح السديس، أحمد بن فارس السلوم، عبد الرحمن بن حسن قائد. تحقيق: محمد أجمل الإصلاحي، محمد عزير شمس، نبيل بن نصار السندي، علي العمران، الرياض، بيروت: دار عطاءات العلم، دار ابن حزم، QID:Q115796791

الأطاريح
- عبد الله بن مقبل بن ظافر القرني (1991)، المناسبات في القرآن الكريم ودراسة تطبيقية في سورتي الفاتحة والبقرة من تفسير الفخر الرازي (PDF)، إشراف: عبد الحميد عمر الأمين، مكة المكرمة: جامعة أم القرى، QID:Q126172182
- زريدة أعيزة النعمة (2008)، اختلاف القراءات في سورة الفاتحة وأثره في المعنى، إشراف: أندوس الحاج طنطاوي، مالانغ: الجامعة الإسلامية الحكومية مولانا مالك إبراهيم مالانج، QID:Q126178073
- بسام رضوان شحادة عليان (2008)، سورة الفاتحة: دراسة موضوعية (PDF)، إشراف: عبد السلام حمدان عودة اللوح، غزة: الجامعة الإسلامية في غزة، QID:Q126166218

المقالات المحكمة
- صالح بن محمد آل أبو بكر الزهراني (2007). "أضواء على الإعجاز البلاغي في سورة الفاتحة". مجلة البحوث والدراسات القرآنية. ج. 2 ع. 4: 117–181. ISSN:1658-2624. OCLC:8576062993. QID:Q126326042.
- كمال عبد جاسم الصالح الجميلي (2010). "أثر القرآن الكريم في الخط العربي" (PDF). مجلة البحوث والدراسات القرآنية. ج. 5–6 ع. 9: 299–332. ISSN:1658-2624. QID:Q126392229.
- عبد الباقي محمد البرير يوسف (2015). "التوجيه النحوي للقراءات القرآنية في سورة الفاتحة". دراسات عربية وإسلامية. ج. 6 ع. 12: 119–146. OCLC:9494604466. QID:Q126392004.

## وصلات خارجية
- القول في البسملة
- هل البسملة آية قرآنية
- اختلاف العلماء في عدِّ البسملة آية من الفاتحة لا يدخل في تحريف القرآن
- أوجه القراءات في البسملة
- البسملة في الاديان التوحيدية (اليهودية، المسيحية، الإسلامية)